# Berlin-Schöneberg
Schöneberg ist ein Ortsteil im Berliner Bezirk Tempelhof-Schöneberg. Schöneberg war bis 1920 eine eigenständige Stadt und geht auf eine mittelalterliche Dorfgründung im Bereich der heutigen Hauptstraße zurück.

## Geographie
Schöneberg ist ein dicht bebauter innerstädtischer Ortsteil von Berlin und liegt am Übergang des Berlin-Warschauer Urstromtals zur Hochfläche des Teltow. Der damit verbundene Anstieg ist an mehreren Stellen im Ortsteil wahrnehmbar, vor allem auf der Hauptstraße zwischen U-Bahnhof Kleistpark und dem Richard-von-Weizsäcker-Platz. Auf Schöneberger Gebiet erstreckt sich außerdem der östliche Ausläufer eines Nebenarms der glazialen Rinne der Grunewaldseenkette, der im Rudolph-Wilde-Park gut sichtbar ist. Im Norden grenzt Schöneberg an den Ortsteil Tiergarten, im Osten an Kreuzberg und Tempelhof, im Süden an Steglitz, im Westen an Friedenau und Wilmersdorf sowie im Nordwesten an Charlottenburg.

## Geschichte

### Gründung und Namensherkunft
Schöneberg wurde wahrscheinlich im ersten Drittel des 13. Jahrhunderts als breites Straßendorf durch deutsche Siedler gegründet. Der Siedlungskern Schönebergs lag entlang der Hauptstraße zwischen der heutigen Dominicus- und Akazienstraße. Die Dorfkirche Schöneberg lag auf der nördlichen Straßenseite der Dorfmitte. Das Dorf wurde urkundlich erstmals am 3. November 1264 erwähnt, als Markgraf Otto III. dem Nonnenkloster zu Spandau fünf Hufen Land im Dorf Schöneberg („villa sconenberch“) schenkte.
Obwohl Schöneberg auf einer leichten Erhebung am Nordrand des Teltow liegt, geht der Name wahrscheinlich nicht auf diesen „Berg“ zurück, sondern ist ein sogenannter „Wunschname“. Anders als früher dargestellt war die deutsche Ostsiedlung nicht ausschließlich auf einen ostwärts drängenden Bevölkerungsüberschuss zurückzuführen. Um zum Zwecke der Herrschaftsbildung Siedler anzulocken, warben die Lokatoren für die zu gründenden Dörfer u. a. mit Wunschnamen. Typisch sind Ortsnamen mit Schön-, Licht-, Grün-, Rosen-, Sommer- und Reichen- in vielen Varianten. Eine Namensübertragung vom Heimatort der Zuzügler ist wenig wahrscheinlich, weil die Wunschnamen weit verbreitet waren.
Im Landbuch Karls IV. (1375) wird Schonenberge/Schonenberch/Schonenberg mit 50 Hufen erwähnt, davon zwei Pfarrhufe und eine Kirchenhufe. Der Bürger Reiche (Ryke/Rike) aus Alt-Kölln und sein Bruder hatten zehn abgabenfreie Hufe, die sie selbst bewirtschaften, desgleichen der Köllner Bürger Parys mit zwölf Hufen. Die Rechte auf Abgaben und Leistungen waren unter zahlreichen Berechtigten stark aufgeteilt. Parys hatte offenbar die meisten Rechte. Es gab 13 Kossätenhöfe und einen Krug.
In den Jahren 1591, 1652 und 1721 wurde ein Setzschulze erwähnt, zunächst mit vier, später mit drei Freihufen. 1652 endete die Grundherrschaft des Spandauer Nonnenklosters.

### Schöneberg von 1700 bis 1870

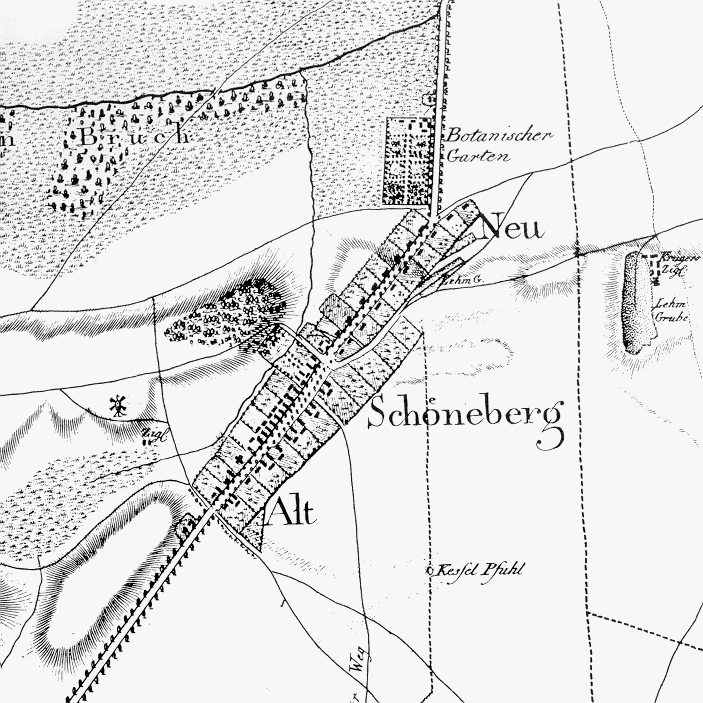
Alt- und Neu-Schöneberg, 1798

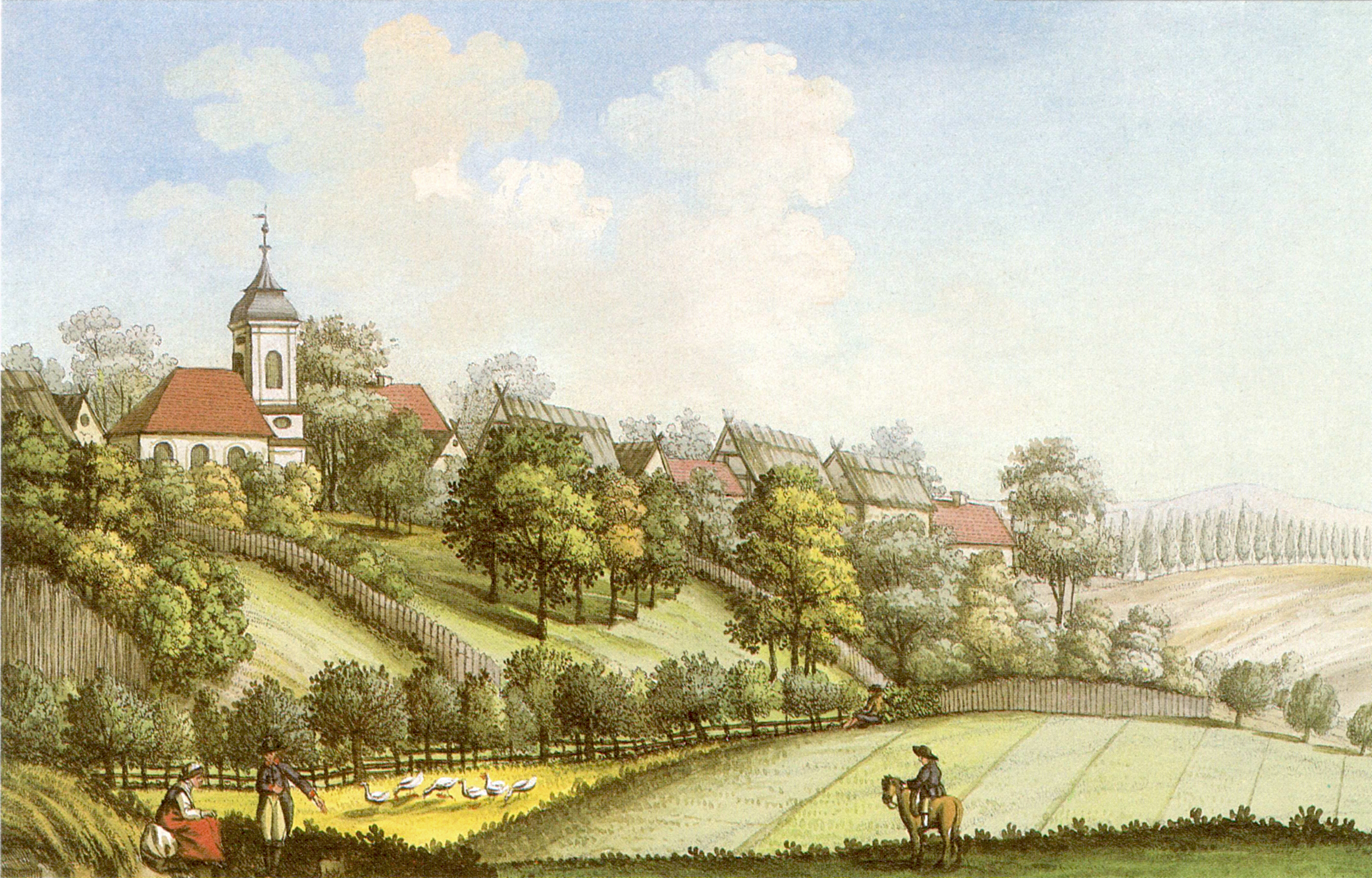
Das Dorf Schöneberg um 1800, links die Dorfkirche. Kolorierter Kupferstich von J. F. Hennig.

Um 1750 ließ Friedrich II. entgegen dem Willen der Schöneberger direkt anschließend an Schöneberg ein zweites Dorf für die Ansiedlung böhmischer Weber errichten. Dieses wurde Neu-Schöneberg genannt und erstreckte sich an der Hauptstraße bis zur heutigen Grunewaldstraße. Erst als im Siebenjährigen Krieg am 7. Oktober 1760 abziehende russische Truppen Schöneberg niederbrannten, kamen sich deutsche und böhmische Schöneberger näher, als zum Überleben nachbarschaftliche Hilfe notwendig war. Aber erst 1874 erfolgt unter Gemeindevorsteher Adolf Feurig der Zusammenschluss von Alt- und Neu-Schöneberg zu einer Gemeinde.
Das große Feld war ein Gebiet östlich der heutigen Naumannstraße, auf dem Schöneberger Bauern Kartoffeln und Getreide anbauten. Es wurde 1828 vom preußischen Militär aufgekauft. 1830 wurde eine Pferderennbahn erbaut, die aber schon 1841 dem Eisenbahnbau weichen musste.
In der Mitte des 19. Jahrhunderts wuchs die Stadt Berlin über ihre Grenzen in das Schöneberger Gebiet hinein. Trotz Protesten Schönebergs wurde auf Anordnung des Königs Wilhelm I. das Gebiet bis zum südlichen Ende der Potsdamer Straße zum 1. Januar 1861 nach Berlin eingemeindet und bildete dort fortan die Schöneberger Vorstadt. Die Einwohnerzahl Schönebergs sank durch diese Maßnahme von über 8.000 auf 2.700.

### Schöneberg im Kaiserreich

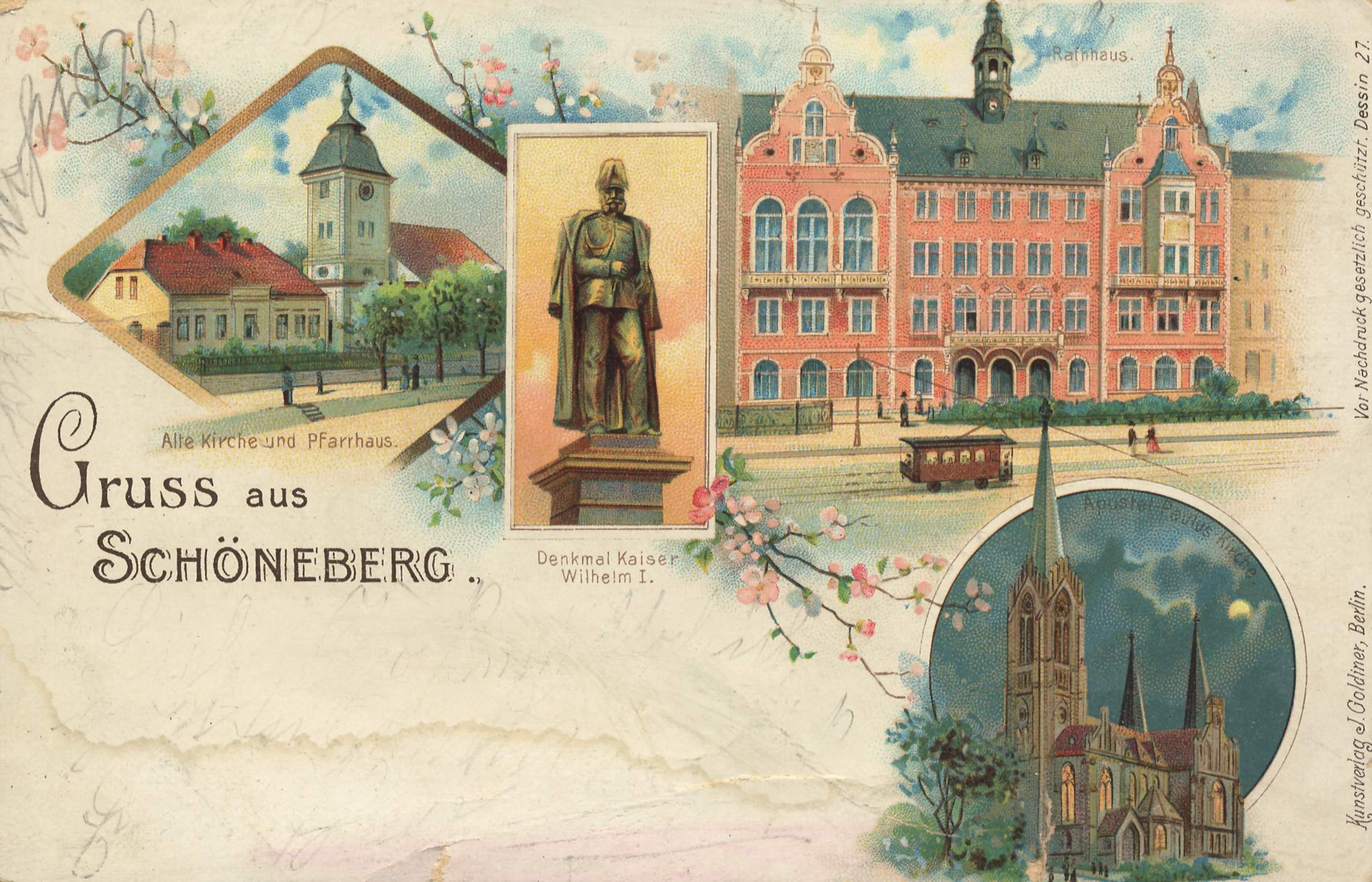
Bildpostkarte von Schöneberg um 1900

Nach der Reichsgründung im Jahr 1871 stieg die Einwohnerzahl Schönebergs rasant an: 1871 waren es 4.555, im Jahr 1900 bereits 95.998 und im Jahr 1919 schon 175.093 Einwohner. Viele der ehemaligen Schöneberger Bauern wurden reich, indem sie ihre Felder in begehrtes Bauland umwandelten und verkauften. Man nannte sie die „Millionenbauern“. Innerhalb weniger Jahrzehnte wurde so aus einem märkischen Dorf eine Großstadt.

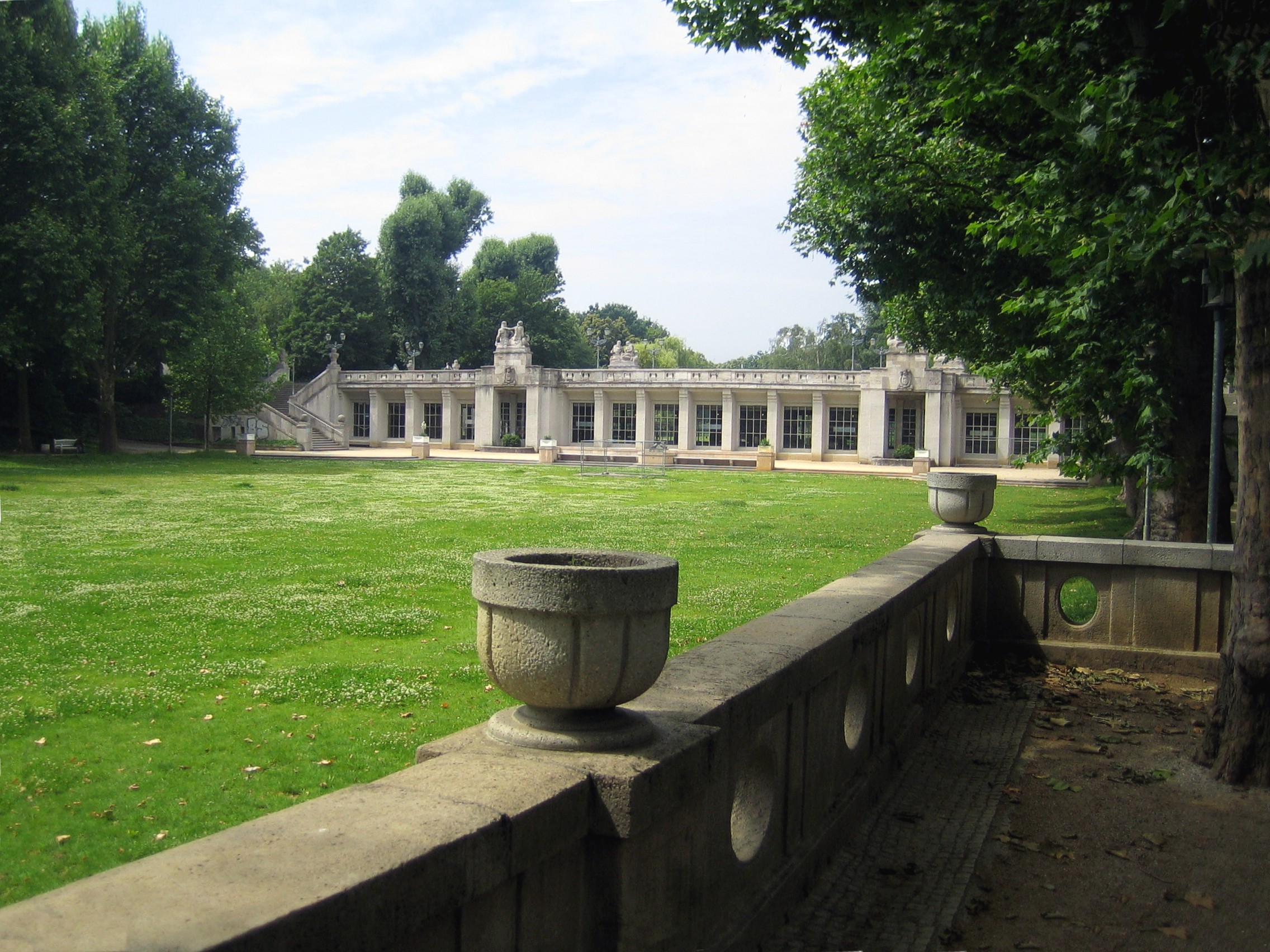
Der Stadtpark Schöneberg wurde 1911 im Stil eines Kurparks angelegt

Am 1. April 1898 bekam Schöneberg die lange ersehnten Stadtrechte verliehen. Exakt ein Jahr später schied es als Stadtkreis aus dem Landkreis Teltow aus. 1898 wurde Rudolph Wilde Bürgermeister (seit 1902 Oberbürgermeister). Unter Wilde gab es erste Planungen für den Bau des Schöneberger Rathauses auf der trockenen Fläche des Mühlenberges neben einem sumpfigen Fenn, das einige Jahre zuvor trockengelegt und zum „Stadtpark“ umgestaltet wurde. Zur Trockenlegung verwendeten die Ingenieure den Aushub aus den Baugruben der Schöneberger Untergrundbahn. Sie verlief als erste kommunale U-Bahn überhaupt mit fünf Stationen zwischen Nollendorf- und Innsbrucker Platz. Damit war Schöneberg nach Berlin die zweite Stadt in Deutschland mit einer U-Bahn. Die U-Bahn sollte die rasant wachsende Stadt und das gezielt für ein großbürgerliches Publikum konzipierte Bayerische Viertel vernetzen und die Attraktivität Schönebergs erhöhen. Sie wurde im Todesjahr Wildes 1910 fertiggestellt. Unter Wildes Nachfolger Alexander Dominicus kam 1914 der Rathausbau zum Abschluss, nachdem bereits zwei Jahre zuvor der Stadtpark fertiggestellt war. Der Rathausvorplatz bekam den Namen Rudolph-Wilde-Platz.
Nach Entwürfen des langjährigen Stadtbaurats Paul Egeling und des Stadtbaurats Friedrich Gerlach entstanden zwischen 1895 und 1914 weitere bedeutende Bauten, darunter zahlreiche Schulen, Feuerwachen und Verwaltungsgebäude sowie das 1906 eröffnete Auguste-Viktoria-Krankenhaus (AVK).
Von Mai bis September 1907 fand in unmittelbarer Nähe des Bahnhofs Friedenau und der Nathanael-Kirche die Deutsche Armee-, Marine- und Kolonial-Ausstellung statt, mit einem Vergnügungspark und einer „Völkerschau“ unter dem Titel „Wild Afrika“, deren Teilnehmende nicht aus den deutschen Kolonien, sondern aus Tunesien, Marokko und dem Sudan stammten.
Im November 1910 wurde der Berliner Sportpalast des Architekten Hermann Dernburg an der Potsdamer Straße eröffnet, in dem ab 1911 die Sechstagerennen stattfanden. Die Halle wurde 1973 abgerissen.

### Stadt Berlin-Schöneberg
Einen ersten Teil der Selbstverwaltungsrechte verlor Schöneberg wieder am 1. April 1912 mit der Einführung des Zweckverbandes Groß-Berlin, dessen Aufgabe die einheitliche Entwicklung von Verkehr, Bebauung und Erholungsfläche in seinem Gebiet war. Von 1912 bis 1920 lautete der amtliche Name der Stadt Berlin-Schöneberg.

### Zwischen den Weltkriegen

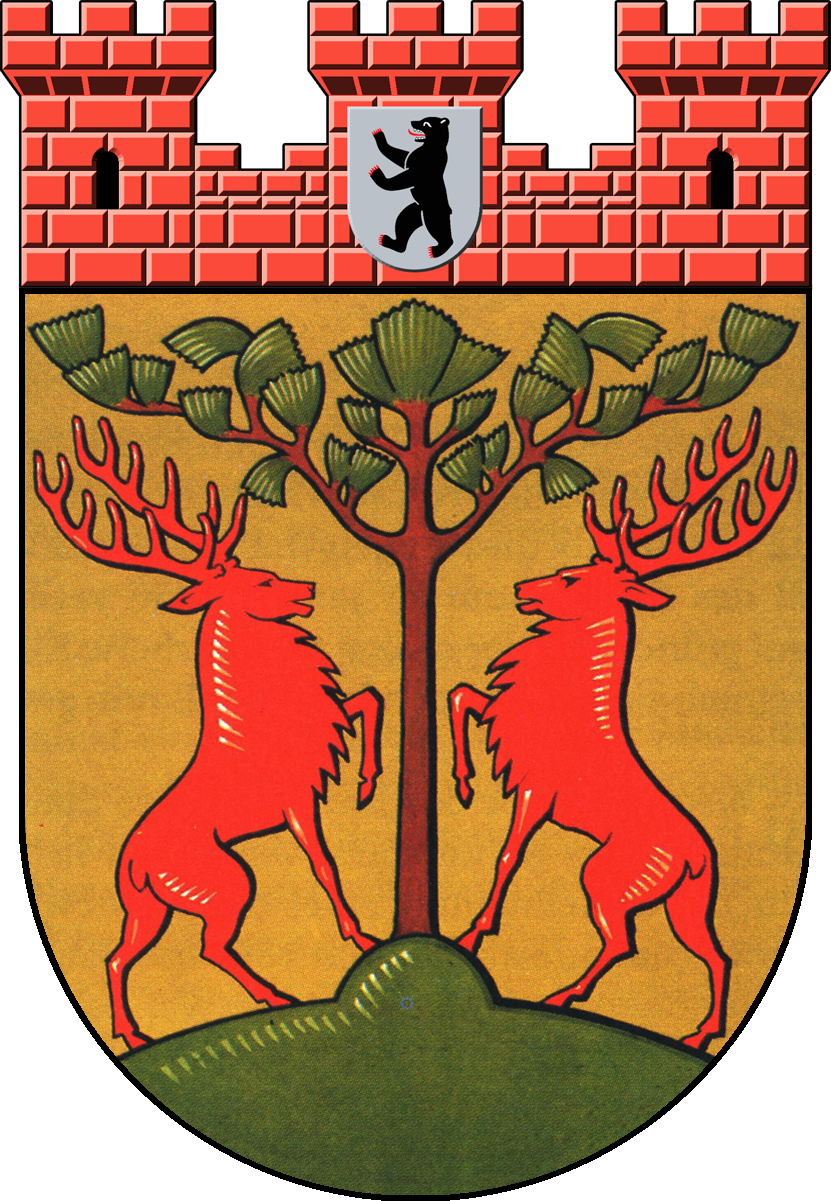
Ehemaliges Bezirkswappen Schönebergs (1920–2000)

Mit der Bildung von Groß-Berlin am 1. Oktober 1920 verlor Schöneberg seine Selbstständigkeit und bildete von da an gemeinsam mit Friedenau den 11. Berliner Verwaltungsbezirk „Schöneberg“. Die Berliner Gebietsreform mit Wirkung zum 1. April 1938 hatte zahlreiche Begradigungen der Bezirksgrenzen sowie einige größere Gebietsänderungen zur Folge. Das gesamte Gebiet südlich der Kurfürstenstraße gehörte nun wieder – wie schon bis 1861 – zu Schöneberg. Gleichzeitig wurde auch das bis dahin zu Charlottenburg gehörende Gebiet zwischen dem Nollendorfplatz und der Nürnberger Straße in den Bezirk Schöneberg eingegliedert. Von dem Schöneberger Gebiet östlich der Anhalter Bahn kam der Teil nördlich der Ringbahn, der seinerzeit bis etwa zur Gontermannstraße reichte, 1938 zu Tempelhof.

### Zweiter Weltkrieg
Durch die alliierten Luftangriffe im Zweiten Weltkrieg wurden insbesondere der Norden und der Westen Schönebergs stark zerstört; rund ein Drittel des gesamten Wohnungsbestandes ging verloren. Historische Bekanntheit erlangte die berüchtigte Sportpalastrede von Propagandaminister Goebbels am 18. Februar 1943. In der Schlacht um Berlin wurde Schöneberg in den letzten Apriltagen 1945 von Truppen der Roten Armee eingenommen.

### Nachkriegszeit

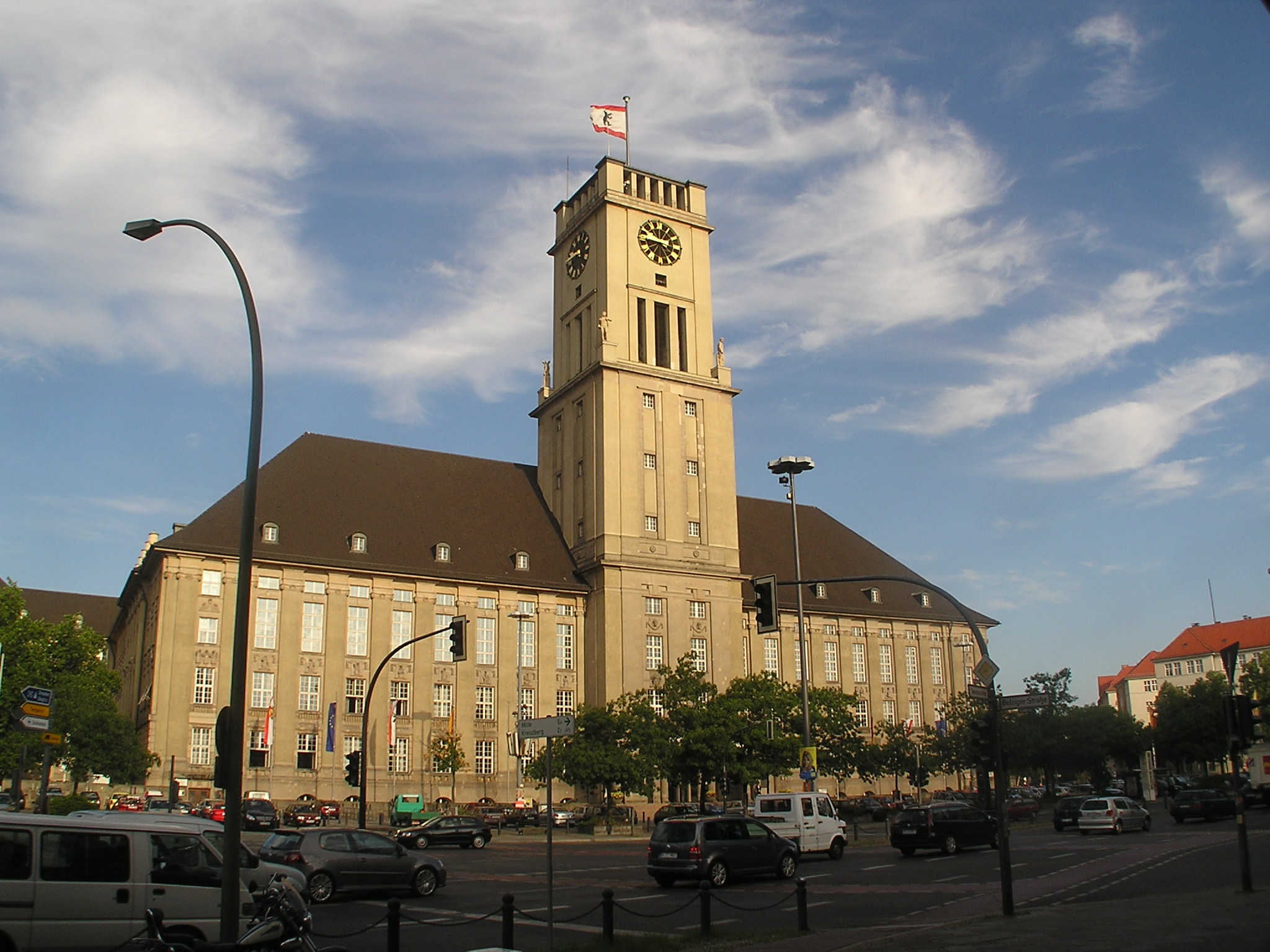
Rathaus Schöneberg

Schöneberg gehörte von 1945 bis 1990 zum amerikanischen Sektor von Berlin. Im Rathaus Schöneberg hatten während der Teilung Berlins das Berliner Abgeordnetenhaus und der Senat von West-Berlin ihren Sitz. Im Rathaus-Turm befindet sich die Freiheitsglocke, die von gesammelten Spenden der Zivilbevölkerung der USA für die Berliner gestiftet wurde. Das Rathaus, der Rudolph-Wilde-Platz und die darauf zulaufenden Straßen waren der Ort vieler Kundgebungen und des Staatsbesuches des US-Präsidenten John F. Kennedy. Dort hielt er am 26. Juni 1963 seine Rede mit dem berühmten Zitat „Ich bin ein Berliner“. Zu seinen Ehren wurde der Rudolph-Wilde-Platz im selben Jahr in ‚John-F.-Kennedy-Platz‘ umbenannt; der Stadtpark erhielt daraufhin den Namen Rudolph-Wilde-Park.

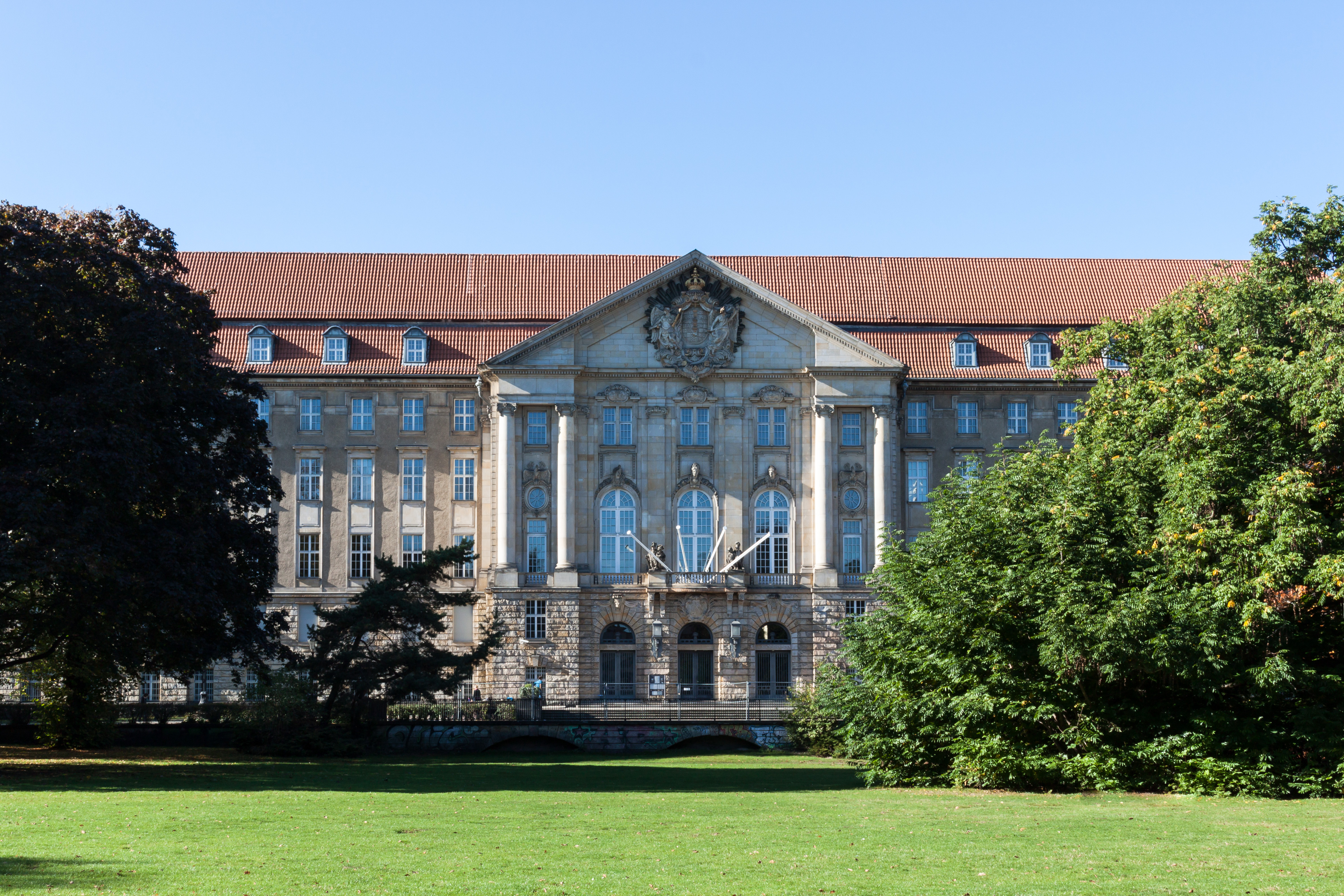
Berliner Kammergericht: Ehemaliger Sitz des Alliierten Kontrollrates

Der Alliierte Kontrollrat für ganz Deutschland hatte seinen Sitz im Gebäude des Kammergerichts im Heinrich-von-Kleist-Park. Vom 8. Mai 1945 bis zur Gründung der beiden deutschen Staaten 1949 war dieser Kontrollrat die oberste Regierungsgewalt in Deutschland. Später war dort die „Alliierte Luftsicherheitszentrale“ untergebracht. Seit der deutschen Wiedervereinigung wird das Gebäude wieder für die höchsten Gerichte Berlins genutzt.
Seit 1946 wurden aus Schöneberg die Rundfunkprogramme des RIAS Berlin (Rundfunk im Amerikanischen Sektor) gesendet. Zunächst als Drahtfunk aus dem Telegrafenamt in der Winterfeldtstraße, ab 1948 aus dem Funkhaus in der Kufsteiner Straße 69 am heutigen Hans-Rosenthal-Platz in der Nähe des Rudolph-Wilde-Parks. Bis 1990 war diese Informationsquelle für die DDR-Bevölkerung von großer Bedeutung und die Adresse sehr bekannt. Heute wird dort das Programm von Deutschlandradio Kultur produziert. Das Haus mit dem denkmalgeschützten „RIAS“-Schriftzug ist weit sichtbar.

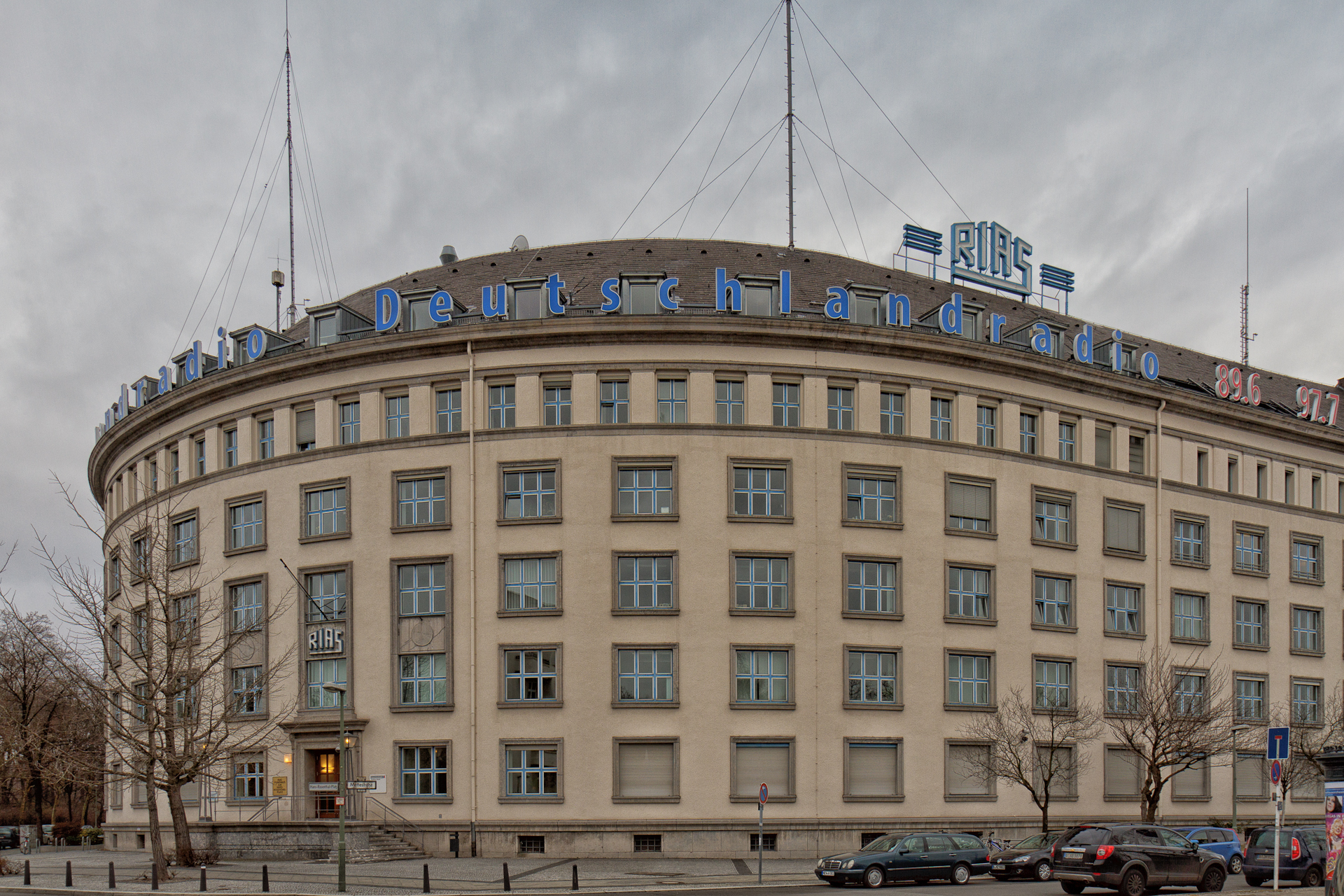
RIAS-Funkhaus am Hans-Rosenthal-Platz, heute Gebäude von Deutschlandfunk Kultur

Bis 1959 befand sich an der Badenschen Straße in unmittelbarer Nähe zum Rathaus Schöneberg die Deutsche Hochschule für Politik, die jedoch mit ihrer Integration in das Otto-Suhr-Institut der Freien Universität Berlin nach Dahlem zog. Seit 1971 hat die neu gegründete Fachhochschule für Wirtschaft Berlin dort ihren Hauptsitz.
Bis 1966 wurden mehr als 22.000 Wohnungen neu errichtet. Ende der 1970er Jahre sollten viele Altbauten entlang der Berlin-Potsdamer Eisenbahn dem geplanten Weiterbau der Westtangente weichen, was durch das Engagement der Anwohner verhindert werden konnte. Anfang der 1980er Jahre war die Gegend um den Winterfeldtplatz und die Potsdamer Straße einer der Hauptschauplätze der Auseinandersetzungen zwischen Hausbesetzern und der Berliner Polizei.
Zwischen 1920 und Ende 2000 gab es einen eigenständigen Bezirk Schöneberg, der neben dem namensgebenden Ortsteil noch den Ortsteil Friedenau umfasste. Der Bezirk Schöneberg wurde am 1. Januar 2001 im Rahmen einer Verwaltungsreform mit dem damaligen Bezirk Tempelhof fusioniert. Da der Bezirk Tempelhof mehr Einwohner und eine größere Fläche als der Bezirk Schöneberg hatte, wurde Tempelhof bei der Wahl des Namens für den neu formierten Bezirk Tempelhof-Schöneberg an die erste Stelle des Namens gestellt.

## Bevölkerung
| Jahr | Alt-Schöneberg | Neu-Schöneberg | gesamt |
| ---- | -------------- | -------------- | ------ |
| 1750 | 0120           | 080            | 0200   |
| 1801 | 0284           | 0240           | 0524   |
| 1840 | 2.033          | 0467           | 2.500  |
| 1858 | 6.929          | 0773           | 7.702  |
| 1871 | 3.407          | 1.148          | 4.555  |

Der Grund für die Bevölkerungsabnahme zwischen 1858 und 1871 war die Eingemeindung von Teilen Alt-Schönebergs nach Berlin im Jahre 1861.
| Jahr | Einwohner |
| ---- | --------- |
| 1880 | 011.180   |
| 1890 | 028.721   |
| 1900 | 095.998   |
| 1910 | 172.823   |
| 1919 | 178.207   |

| Jahr | Einwohner |
| ---- | --------- |
| 1930 | 187.433   |
| 1937 | 178.283   |
| 1938 | 227.641   |
| 1946 | 119.679   |
| 1956 | 158.909   |
| 1960 | 156.809   |
| 1970 | 138.177   |
| 1987 | 118.355   |
| 2000 | 118.604   |

| Jahr | Einwohner |
| ---- | --------- |
| 2007 | 116.162   |
| 2010 | 116.976   |
| 2015 | 119.786   |
| 2020 | 122.658   |
| 2021 | 122.341   |
| 2022 | 124.472   |
| 2023 | 124.788   |
| 2024 | 125.060   |

Der Grund für den starken Bevölkerungszuwachs zwischen 1937 und 1938 war die Eingliederung von Teilen der Bezirke Charlottenburg und Tiergarten.

## Sehenswürdigkeiten

### Stadtquartiere

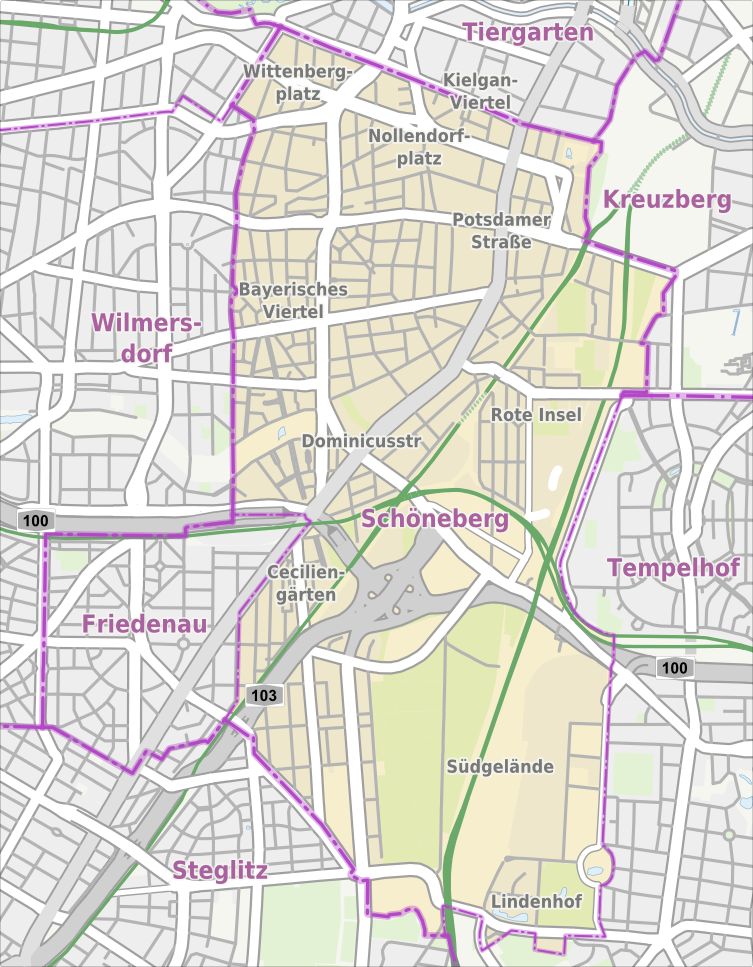
Übersichtskarte von Schöneberg mit den Stadtquartieren

Schöneberg beheimatet mehrere Stadtquartiere und Ortslagen mit einer spezifischen Charakteristik oder Geschichte:

#### Südöstliche City West

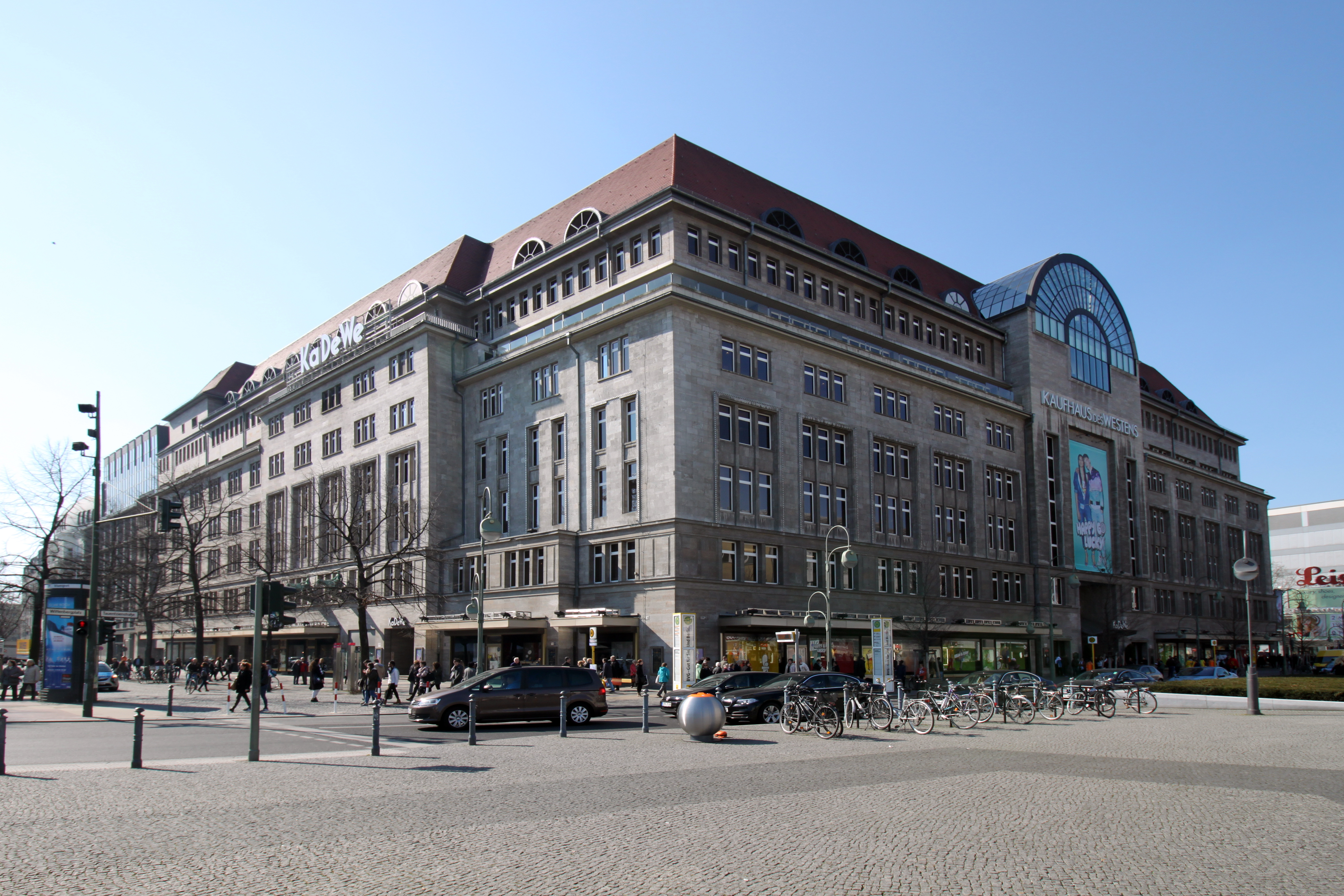
Kaufhaus des Westens, kurz: KaDeWe

In dem großstädtisch geprägten Quartier um den Wittenbergplatz und die Tauentzienstraße im Schöneberger Nordwesten dominiert der gehobene Einzelhandel, besonders in der Tauentzienstraße, mit zahlreichen Label-Stores und dem KaDeWe als deutschlandweit führendem Kaufhaus. Das Gebiet ist (ebenso wie die angrenzenden Teile von Tiergarten und Charlottenburg) Teil der Berliner City West. Der größte Teil der City West gehört allerdings zu Charlottenburg-Wilmersdorf.
Die Bezeichnungen ‚Wittenbergplatz‘ und ‚Tauentzienstraße‘ erinnern an die Schlacht von Wittenberg unter General von Tauentzien während der napoleonischen Befreiungskriege.
Erst mit der Berliner Gebietsreform zum 1. April 1938 wurde die Gegend um das KaDeWe zwischen Nürnberger Straße und Nollendorfplatz dem damaligen Bezirk Schöneberg zugeordnet. Vorher hatte sie zum Bezirk Charlottenburg gehört. Grund hierfür war eine Begradigung zahlreicher Bezirksgrenzen innerhalb Berlins.

#### Bayerisches Viertel
Im Schöneberger Westen liegt das Bayerische Viertel. Es wurde während der Amtszeit des Schöneberger Oberbürgermeisters Rudolph Wilde in den Jahren vor dem Ersten Weltkrieg erbaut. Schöneberg überließ die Entwicklung des Bayerischen Viertels der Berlinischen Bodengesellschaft, die 1890 von dem Unternehmer Salomon Haberland und seinem Sohn Georg gegründet wurde. In seinem Ursprungszustand prägten elegante Fassaden im süddeutschen Renaissancestil das Viertel, dessen Straßen teilweise nach bayerischen Städten benannt sind. Viele prominente Persönlichkeiten wie Albert Einstein lebten hier. Aufgrund seines hohen jüdischen Bevölkerungsanteils wurde das Bayerische Viertel auch „Jüdische Schweiz“ genannt. An die Verfolgung der Berliner Juden in der Zeit des Nationalsozialismus erinnert das Denkmal Orte des Erinnerns im Bayerischen Viertel, das seit 1993 an 80 Straßenbeleuchtungsmasten installiert ist. Das Bayerische Viertel wurde im Zweiten Weltkrieg stark zerstört und ist größtenteils im typischen Baustil der 1950er Jahre wiederaufgebaut worden.

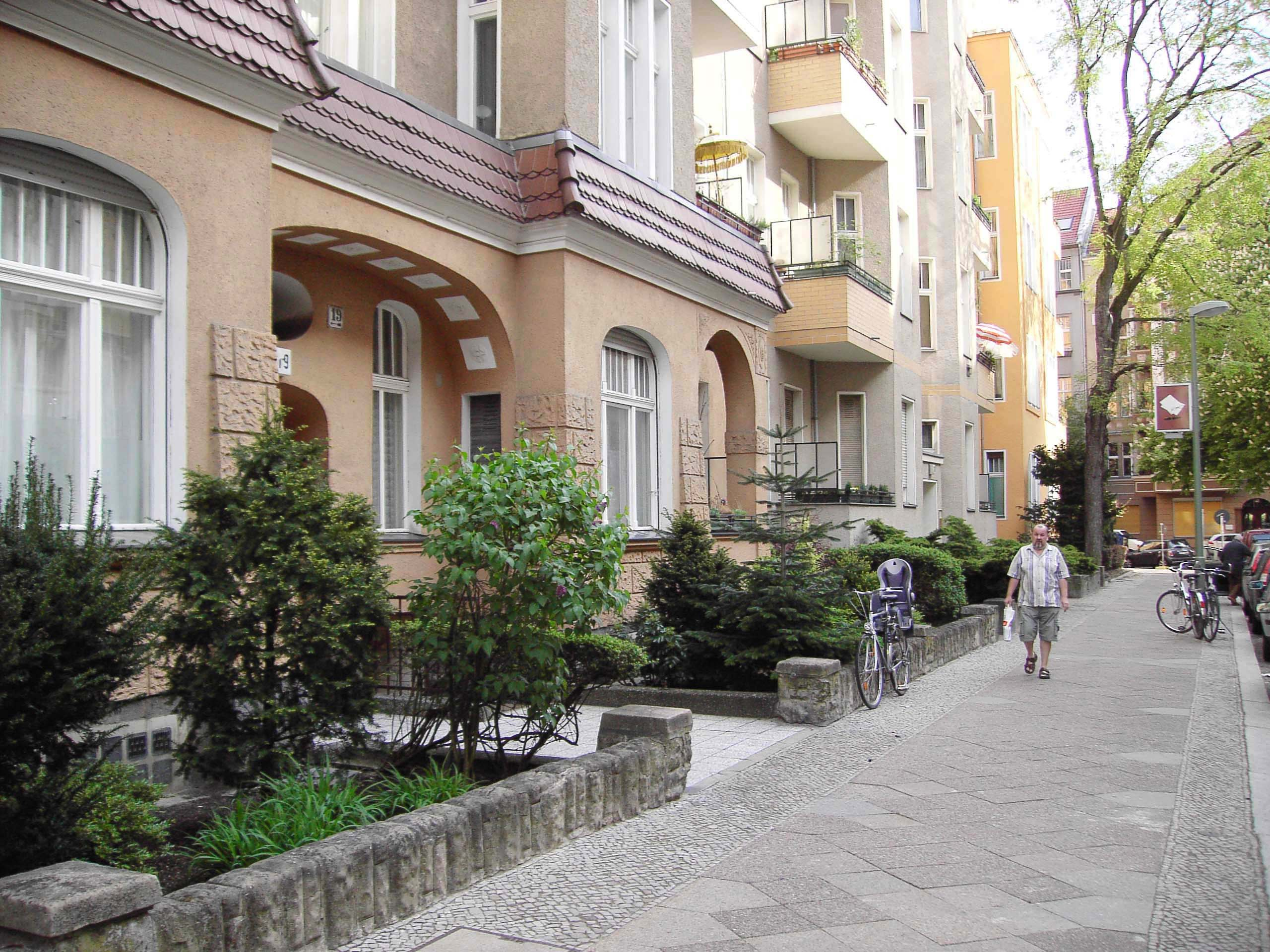
Erhaltene Gründerzeitbebauung
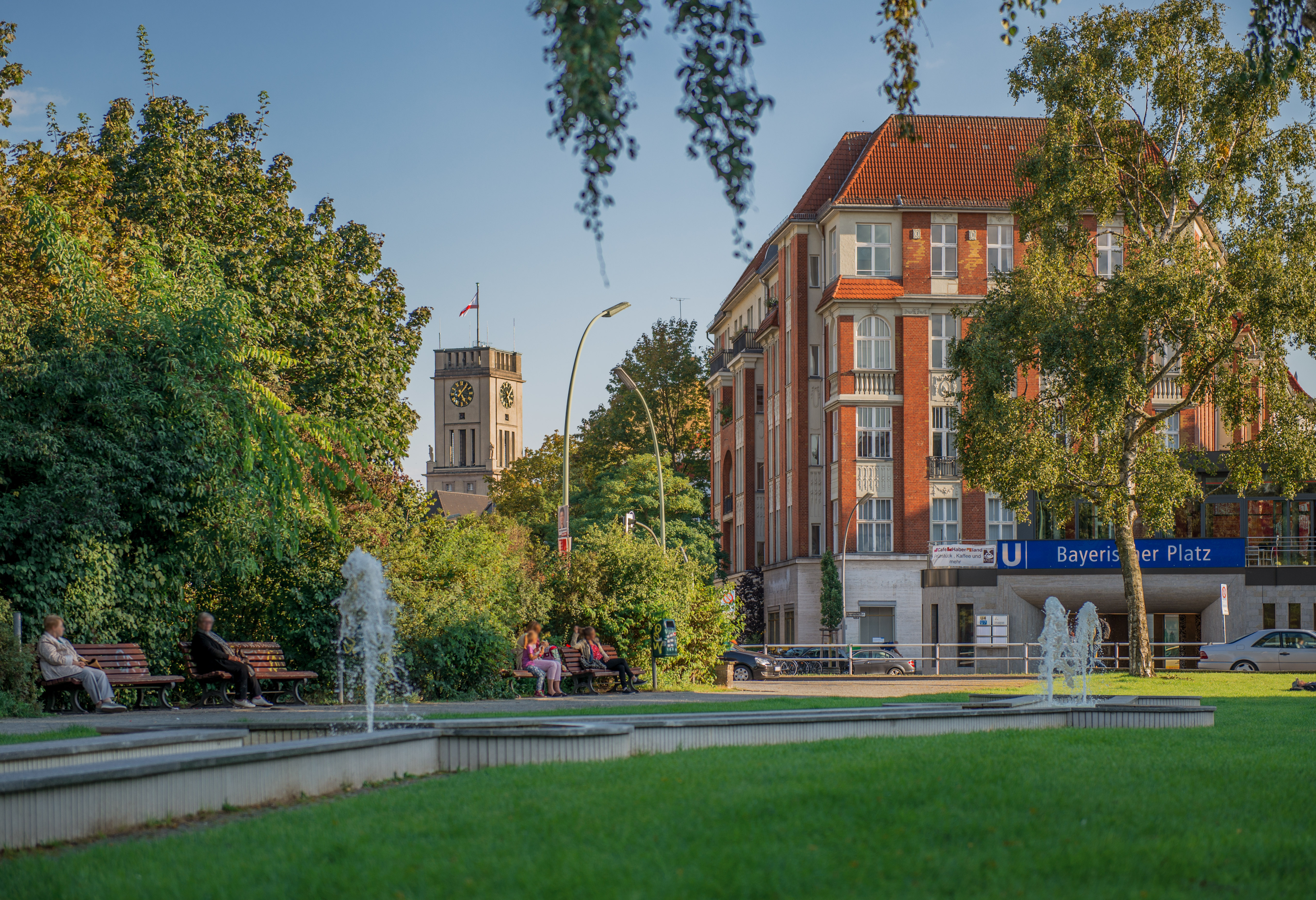
Bayerischer Platz
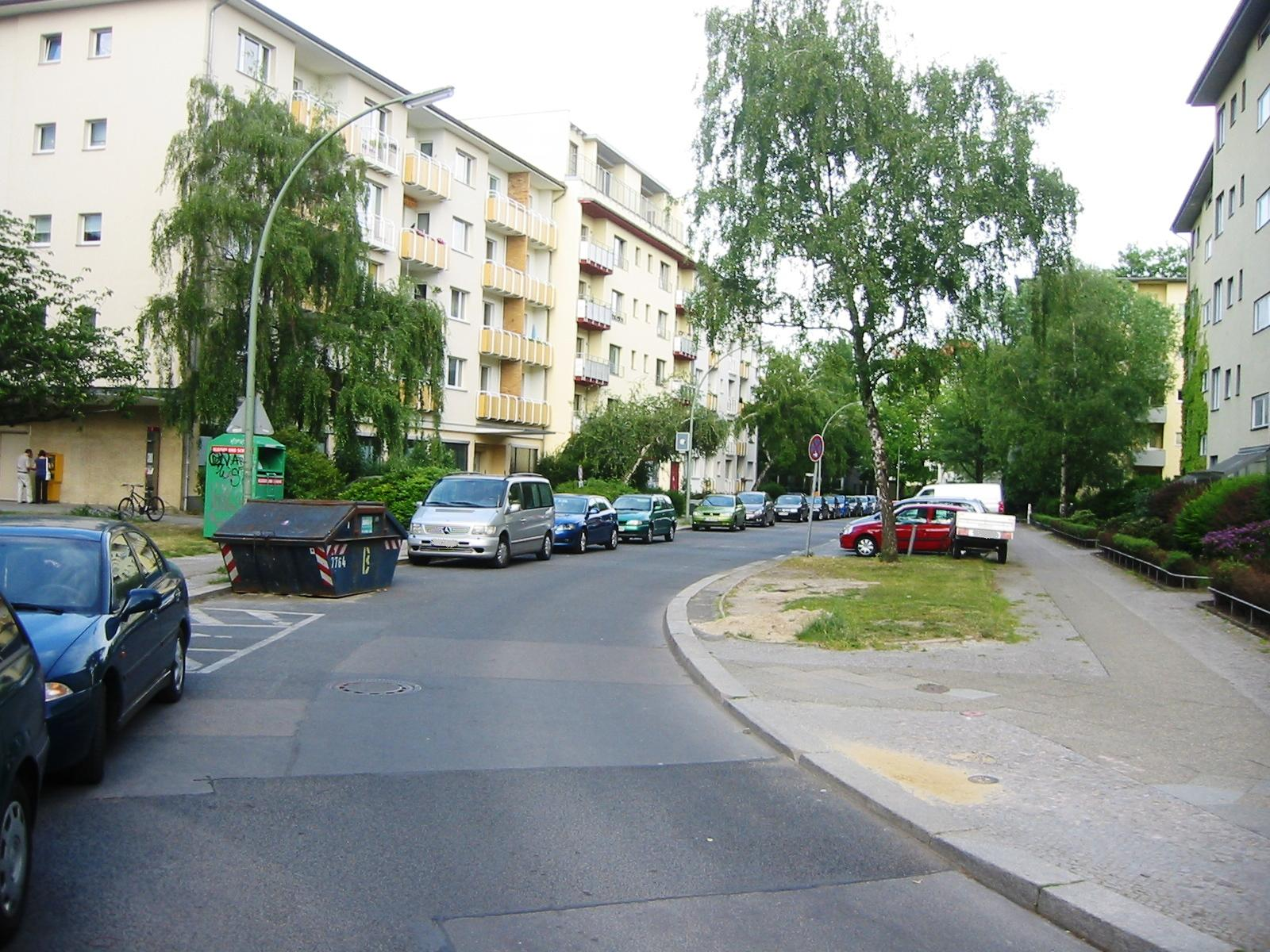
Neubebauung im Stil der Nachkriegsjahre

#### Kielgan-Viertel

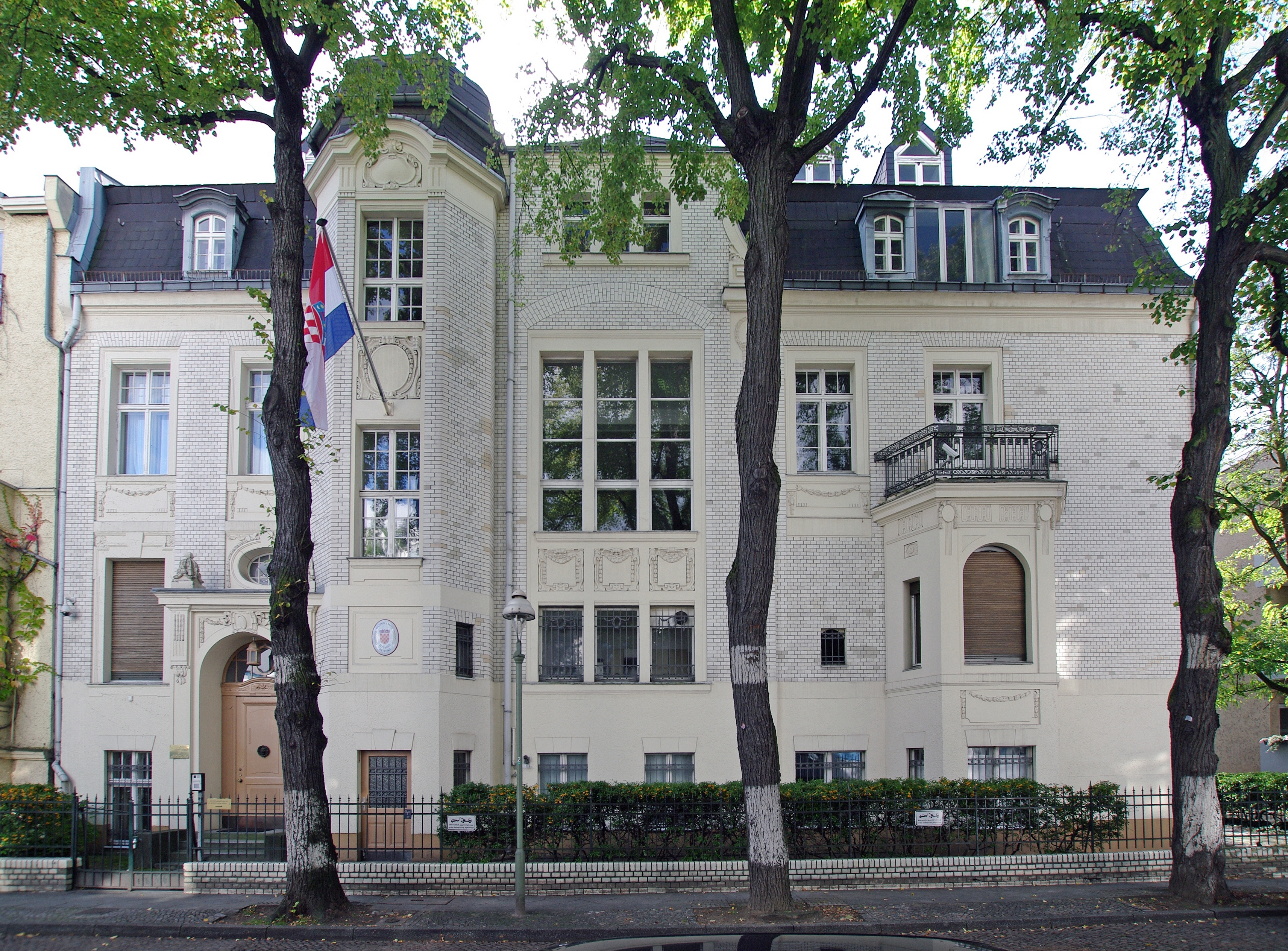
Kroatische Botschaft in der Ahornstraße

Das heute nur noch rudimentär erkennbare Kielgan-Viertel nördlich des Nollendorfplatzes war geprägt durch mehrere kleine Stichstraßen und eine Bebauung mit Landhäusern und Stadtvillen. Nach starken Kriegszerstörungen sind heute nur noch wenige der originalen Bauten erhalten, darunter die Villa Ahornstraße 4, in der sich die Botschaft von Kroatien befindet.

#### Nollendorfkiez
Im Nollendorfkiez um die Fuggerstraße, die Motzstraße und den Nollendorfplatz befinden sich zahlreiche Kneipen, Bars und Läden, die sich überwiegend an ein homosexuelles Publikum richten. Jährlich am dritten Wochenende im Juli findet in diesem Teil Berlins das homosexuelle „Motzstraßenfest“ statt, das mit einer Mischung aus Informationsständen gleichgeschlechtlicher Gruppen, Show-Bühnen sowie Imbiss- und Verkaufsbuden mittlerweile tausende Besucher anzieht und sich zu einer Touristenattraktion entwickelt hat.
Die Gegend galt bereits in den Goldenen Zwanzigern als sogenanntes Schwulenviertel, eine Ortsteilgegend, die über eine dichte Infrastruktur und kulturelles Angebot für homo- und transsexuelle Menschen verfügt und auf diese Weise einen diskriminierungsarmen Raum für queere Menschen bieten soll. Einer der ersten Zeitzeugenberichte hierzu ist der autobiografische Roman Leb wohl, Berlin des britischen Autors Christopher Isherwood, der zweieinhalb Jahre in der Nollendorfstraße 17 wohnte, wo ein Großteil der Handlung des Buches spielt. Der Roman war unter anderem Vorlage für das Musical Cabaret.
Die Gegend ist geprägt von teilweise komplett erhaltenen Straßenzügen der Gründerzeit und kaiserzeitlichen Schmuckplätzen, wie dem Winterfeldtplatz oder dem Viktoria-Luise-Platz.

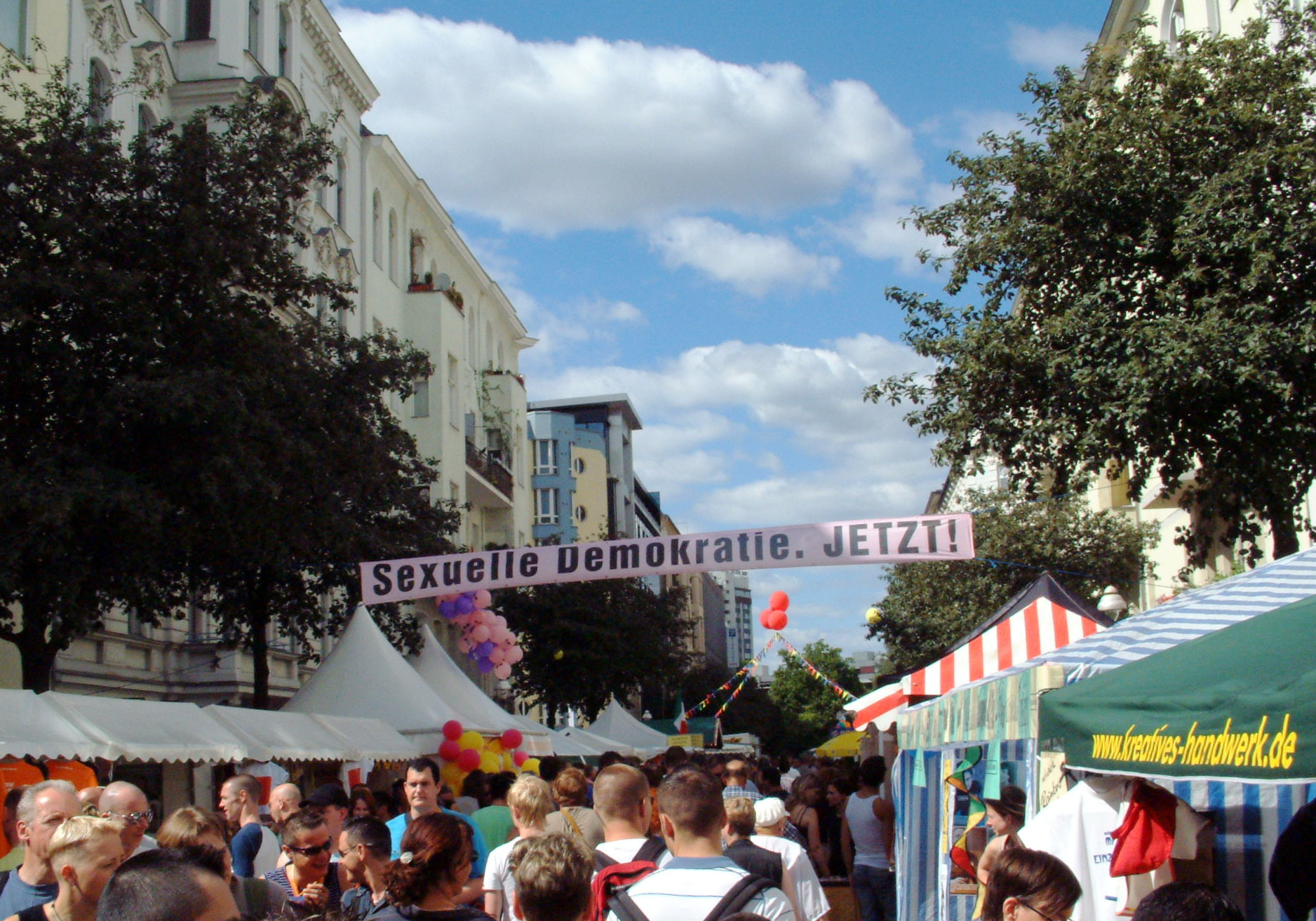
Straßenszene während des Motzstraßenfestes
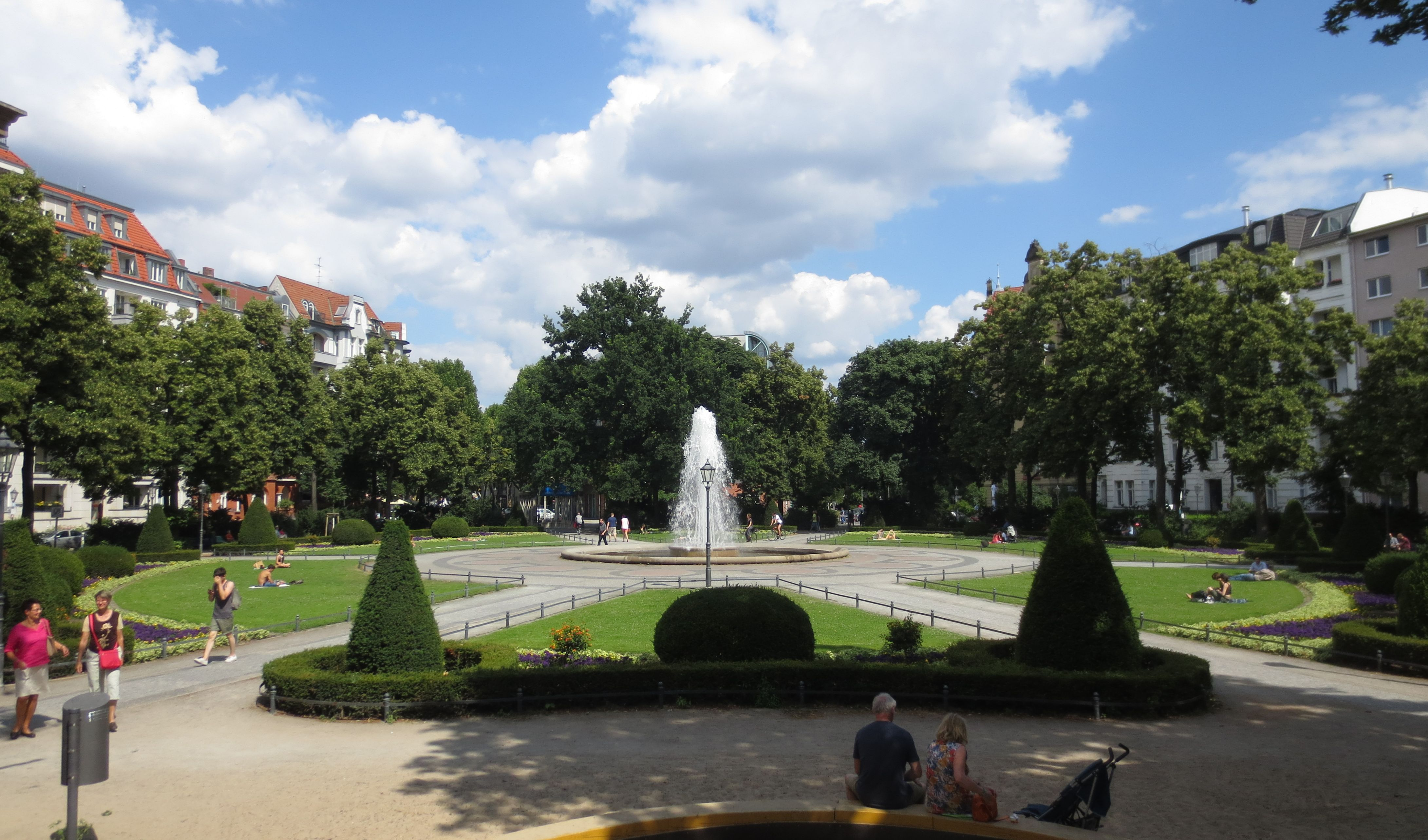
Viktoria-Luise-Platz
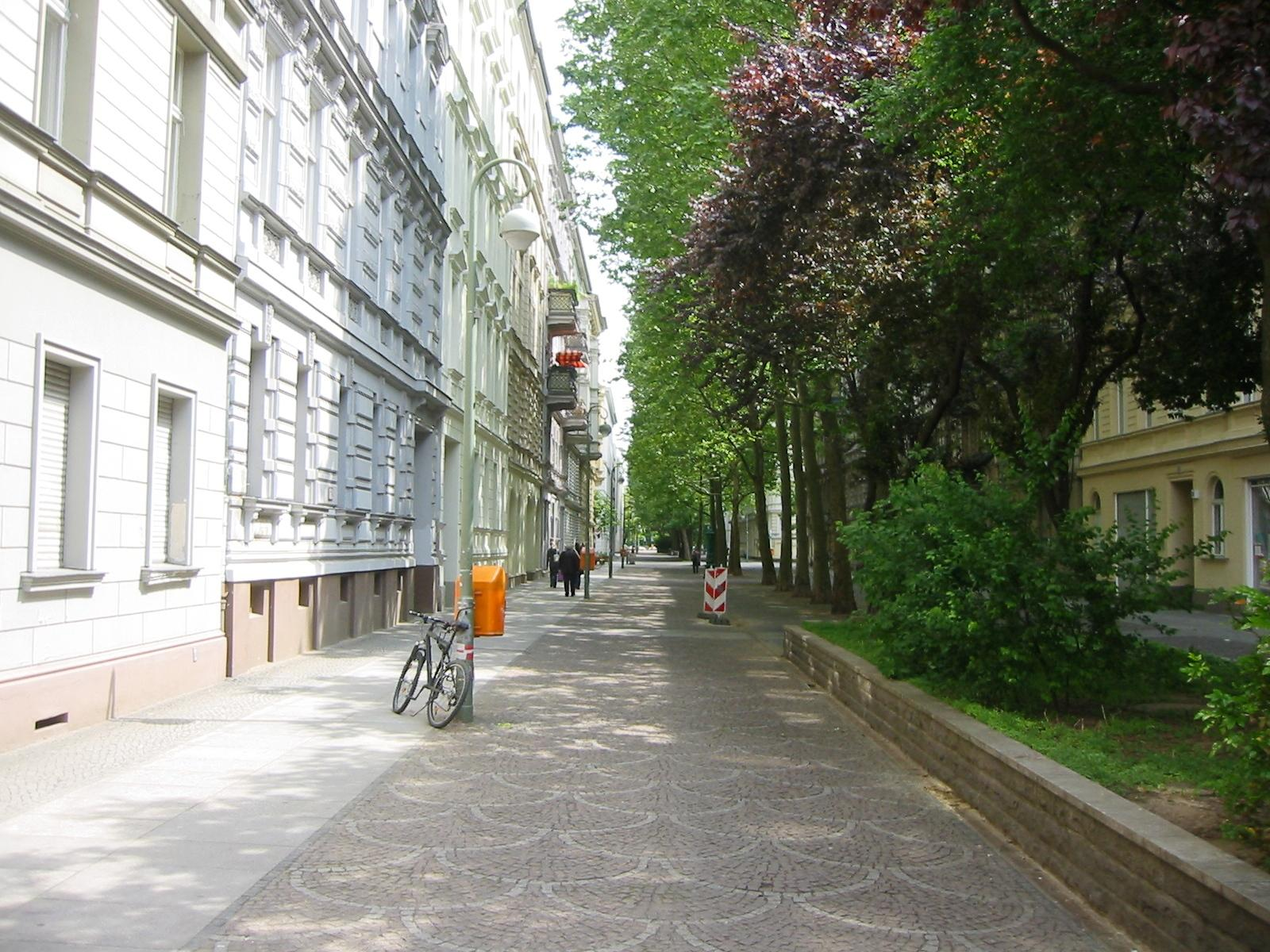
Nollendorfstraße
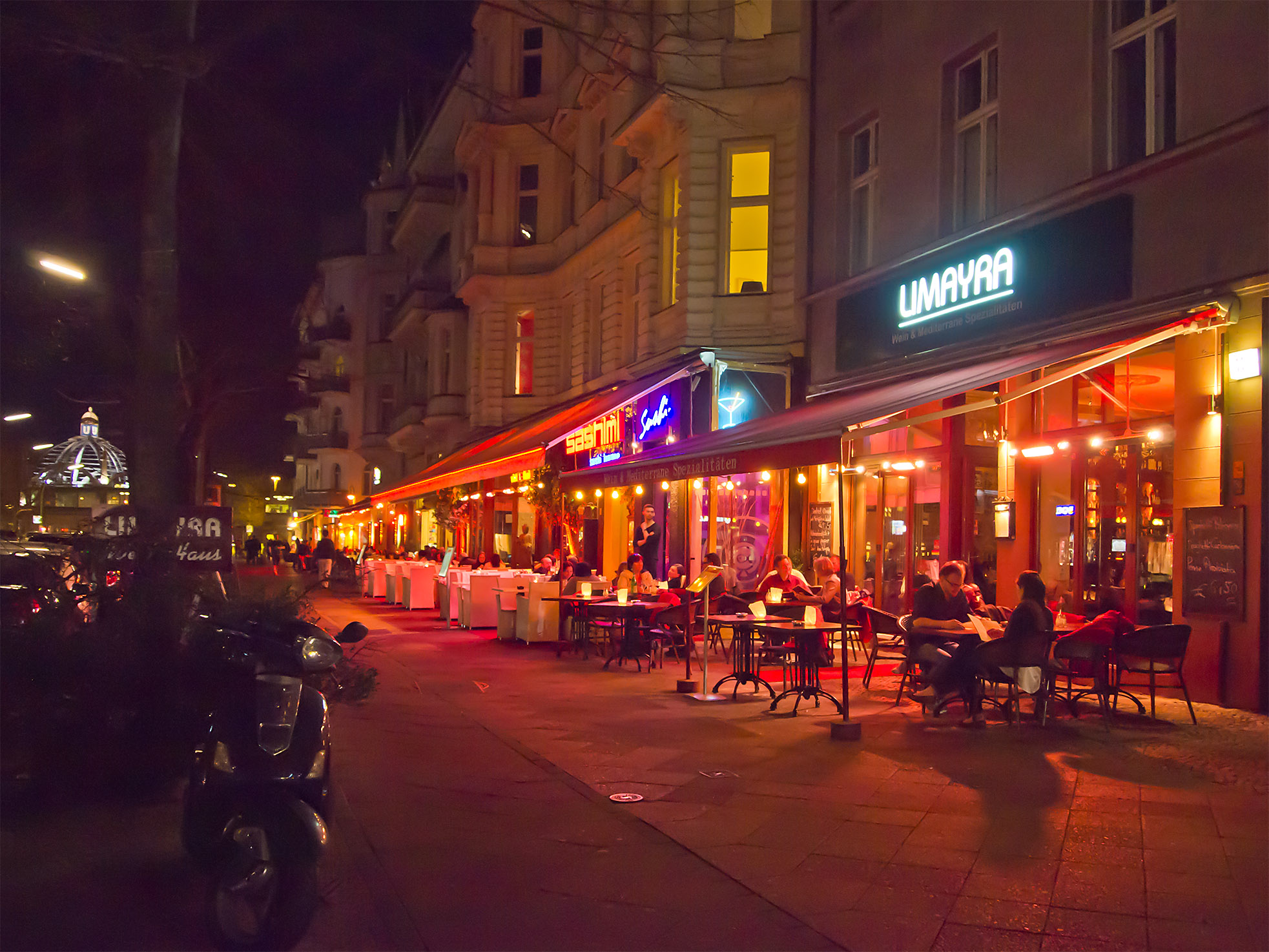
Maaßenstraße bei Nacht
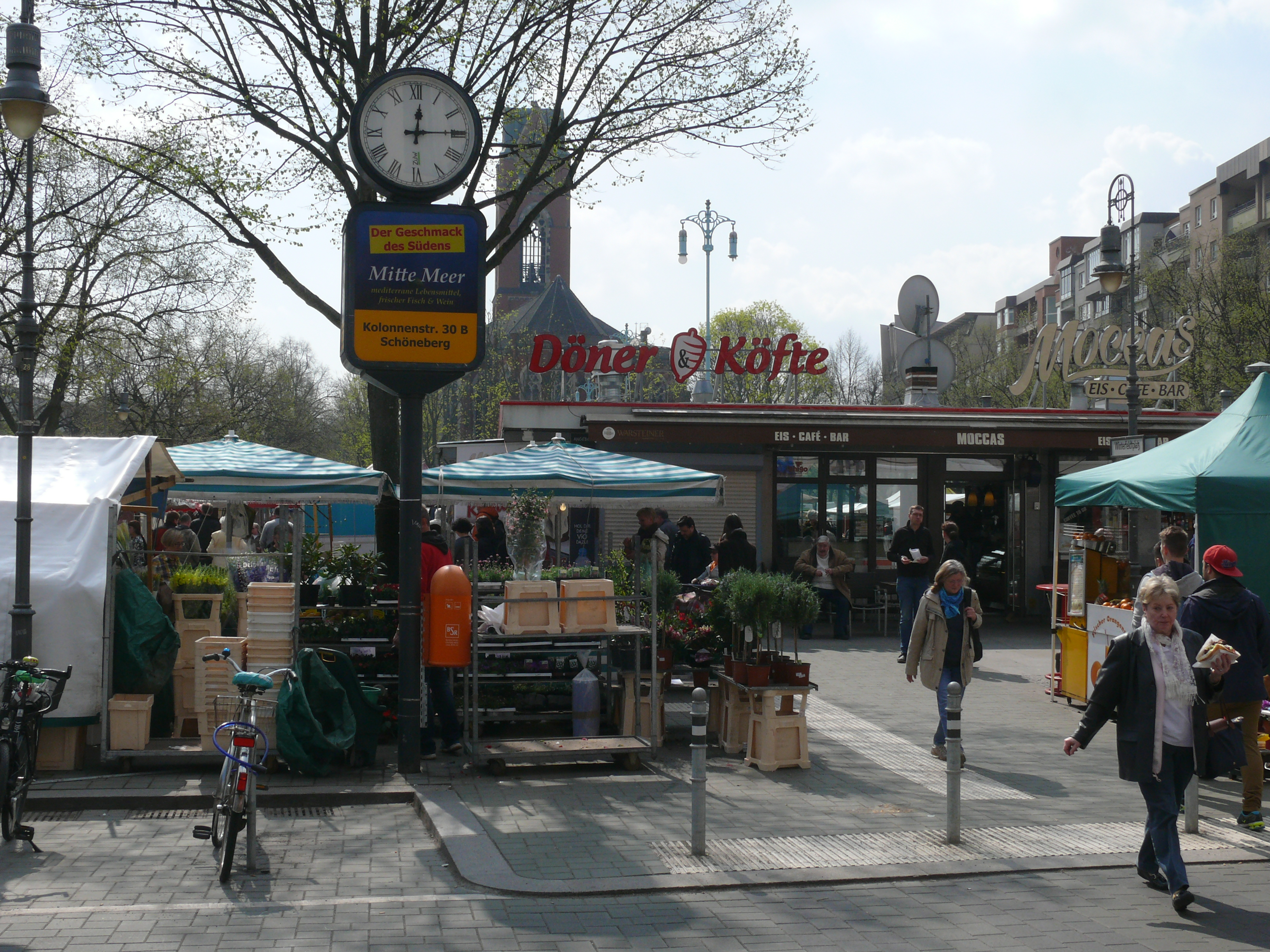
Wochenmarkt auf dem Winterfeldtplatz

#### Hauptstraße und Akazienkiez

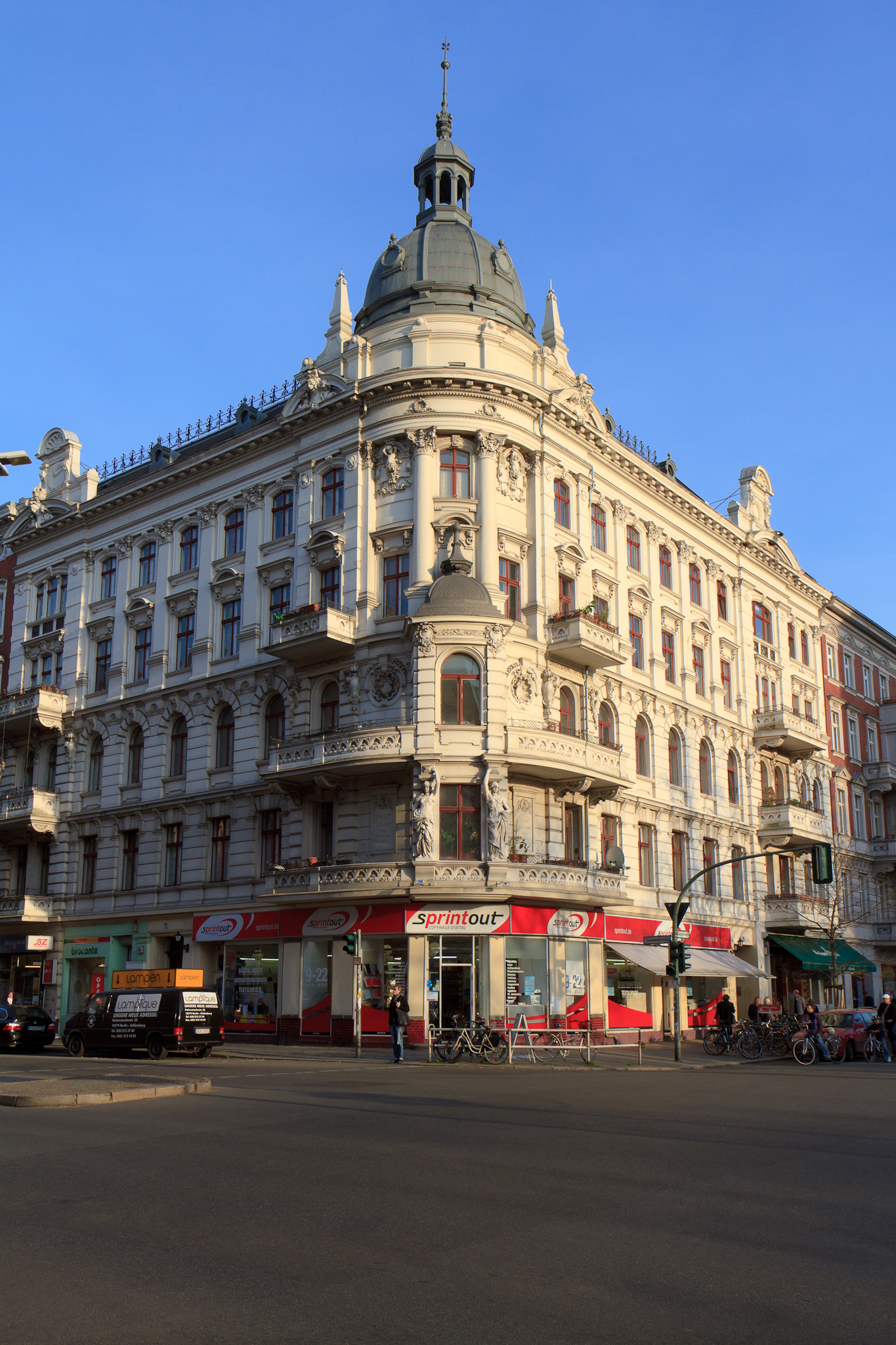
Denkmalgeschütztes Mietshaus an der Grunewald- Ecke Akazienstraße

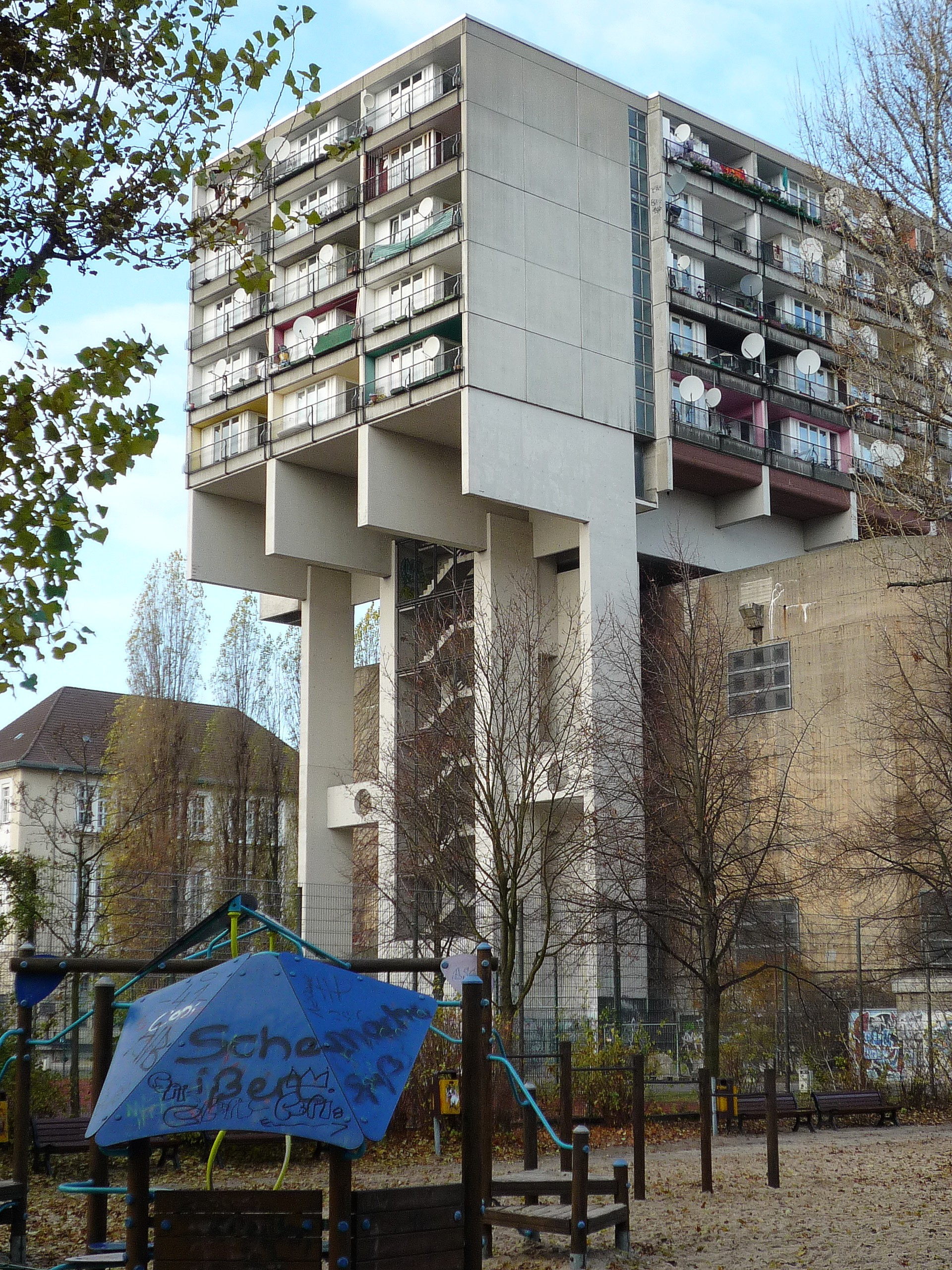
Wohnhaus Pallasseum über einem ehemaligen Hochbunker in der Pallasstraße

Der Bereich der Hauptstraße zwischen Dominicusstraße und Grunewaldstraße ist der Bereich des ehemaligen Dorfes Schöneberg. Der dörfliche Charakter ist kaum noch erkennbar. An das ehemalige Dorf erinnern allerdings noch einige Häuser und insbesondere die Dorfkirche Schöneberg.
Im Bereich des einstigen Dorfes Alt-Schöneberg fällt die große Konzentration von Kirchen und kirchlichen Gemeindezentren auf. Unmittelbar neben der evangelischen Dorfkirche befindet sich die ebenfalls evangelische Paul-Gerhardt-Kirche, dahinter wiederum (zur Dominicusstraße ausgerichtet) die katholische Kirche St. Norbert. Auf der anderen Seite der Hauptstraße angesiedelt ist das Gemeindezentrum der Baptisten Schöneberg sowie Gebäude der von den Baptisten Schöneberg getragenen Immanuel Diakonie. Die Gemeinden der genannten Kirchen arbeiten im Rahmen der Kleinen Ökumene Schöneberg zusammen.
Die Hauptstraße ist – ebenso wie die Potsdamer Straße – eine stark befahrene Einkaufsstraße. Ein Schwerpunkt des Einkaufens liegt im Bereich des Richard-von-Weizsäcker-Platzes. Er wurde 2007 umgestaltet und mit einem neuen Brunnen ausgestattet. Auf dem Platz steht eine Gedenktafel für die Opfer der Konzentrationslager mit dem Titel „Orte des Schreckens, die wir niemals vergessen dürfen“ sowie den Namen von zwölf Konzentrationslagern.
Der Akazienkiez rund um die von der Hauptstraße abzweigende Akazienstraße mit der Belziger Straße ist ein Kiez mit leicht alternativem Flair und vielen kleinen Läden, Kneipen und Cafés.
Zusammen mit der sich nördlich anschließenden Goltzstraße und dem nördlich angrenzenden Winterfeldtplatz (mit dem großen Wochenmarkt) bildet der Akazienkiez dazu mit vielen Cafés und Kneipen sowie Kunsthandwerksbetrieben ein sehr vitales Gegenstück. Dieses Kiezzentrum reicht in östlicher Richtung über den Richard-von-Weizsäcker-Platz bis zur Roten Insel.

#### Potsdamer Straße
Die Stadtquartiere beiderseits der Potsdamer Straße gehören bis 1920 zur ehemaligen Schöneberger Vorstadt von Berlin. Der Bereich der Schöneberger Vorstadt südlich der Kurfürstenstraße ist Teil des Ortsteils Schöneberg.
Während der Teilung Berlins, insbesondere seit dem Bau der Berliner Mauer im Jahr 1961, hat der Schöneberger Abschnitt der Potsdamer Straße als Einkaufsstraße an Bedeutung verloren. Gewerbetreibende der einstmals bedeutenden und in der Nachkriegszeit immer unattraktiver gewordenen Potsdamer Straße bemühen sich, das Image als Einkaufsstraße zu verbessern.
Im Haus Potsdamer Straße 188–192 befand sich bis Ende August 2008 die Hauptverwaltung der Berliner Verkehrsbetriebe (BVG).

#### Rote Insel
Die Rote Insel hat sich – eingeschlossen von mehreren Bahnstrecken – im Schöneberger Osten herausgebildet und weist traditionell eine politisch „rote“ – also eine eher linke – Orientierung seiner Arbeiterbevölkerung auf. Die frühere Wohnbevölkerung der 1930er und 1940er Jahre leistete zum Teil erheblichen Widerstand gegen den Nationalsozialismus. Baugeschichtliche Bedeutung haben die Königin-Luise-Gedächtniskirche von 1912 und der markante Schöneberger Gasometer. Das Industriedenkmal auf dem EUREF-Campus im Südwesten der Insel überragt als architektonische Landmarke die gesamte Rote Insel.
Der Alte Zwölf-Apostel-Kirchhof gehört zu den kunst- und kulturgeschichtlich bedeutendsten Begräbnisplätzen Berlins und ist unter anderem letzte Ruhestätte für Friedrich von Falz-Fein, dem Gründer des heute noch bestehenden Naturreservats Askanija-Nowa in der Ukraine.
Der 2012 eröffnete Ost-West-Grünzug mit dem Alfred-Lion-Steg über die Gleisanlagen hinweg bindet die Insel an Tempelhof und die Schöneberger Schleife an den Park am Gleisdreieck an.

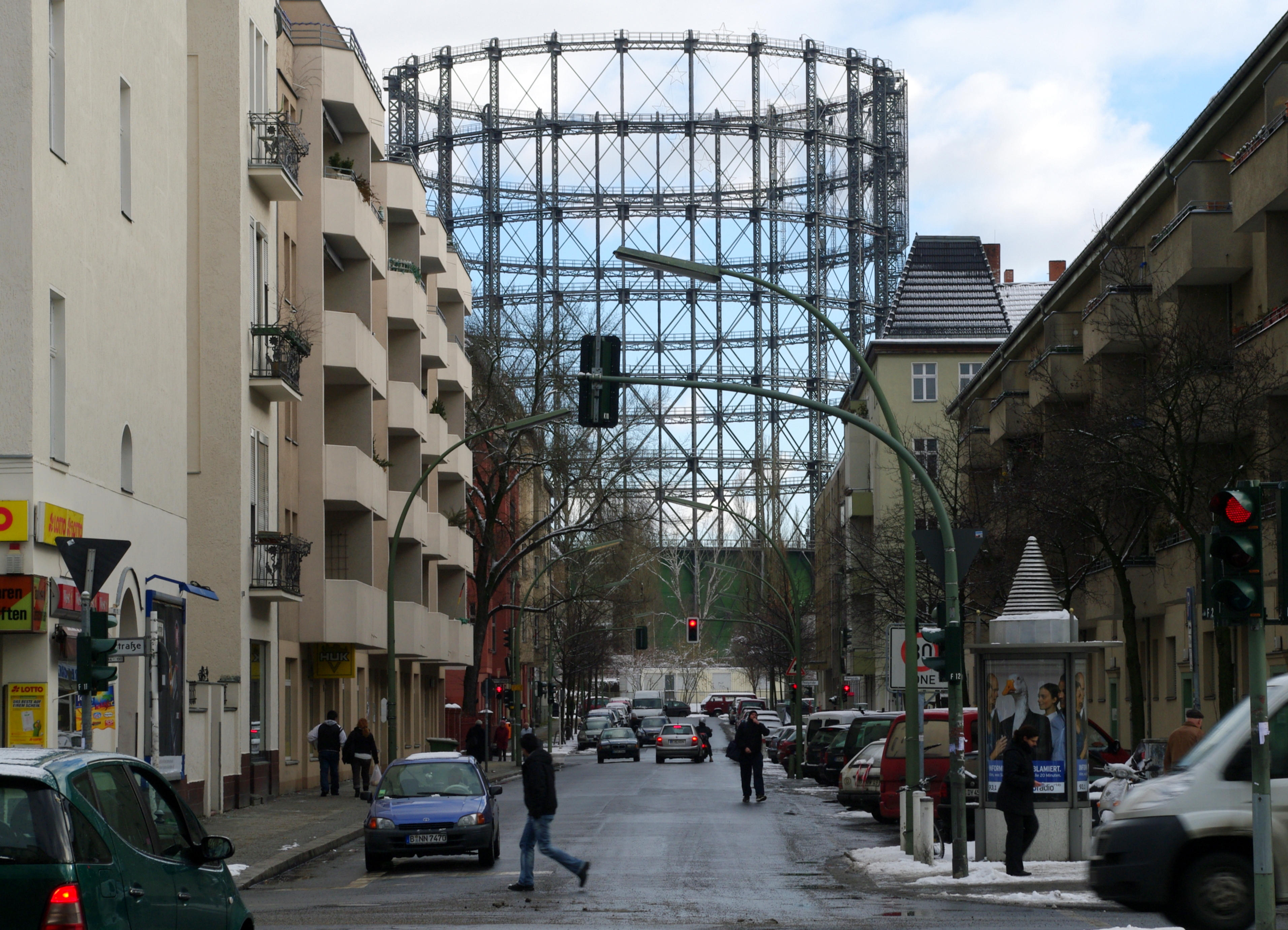
Der Gasometer Schöneberg von der Albertstraße gesehen
Marlene Dietrichs Geburtshaus in der Leberstraße
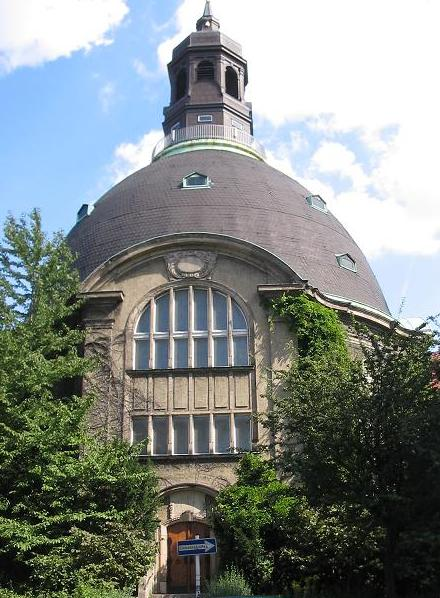
Königin-Luise-Gedächtniskirche
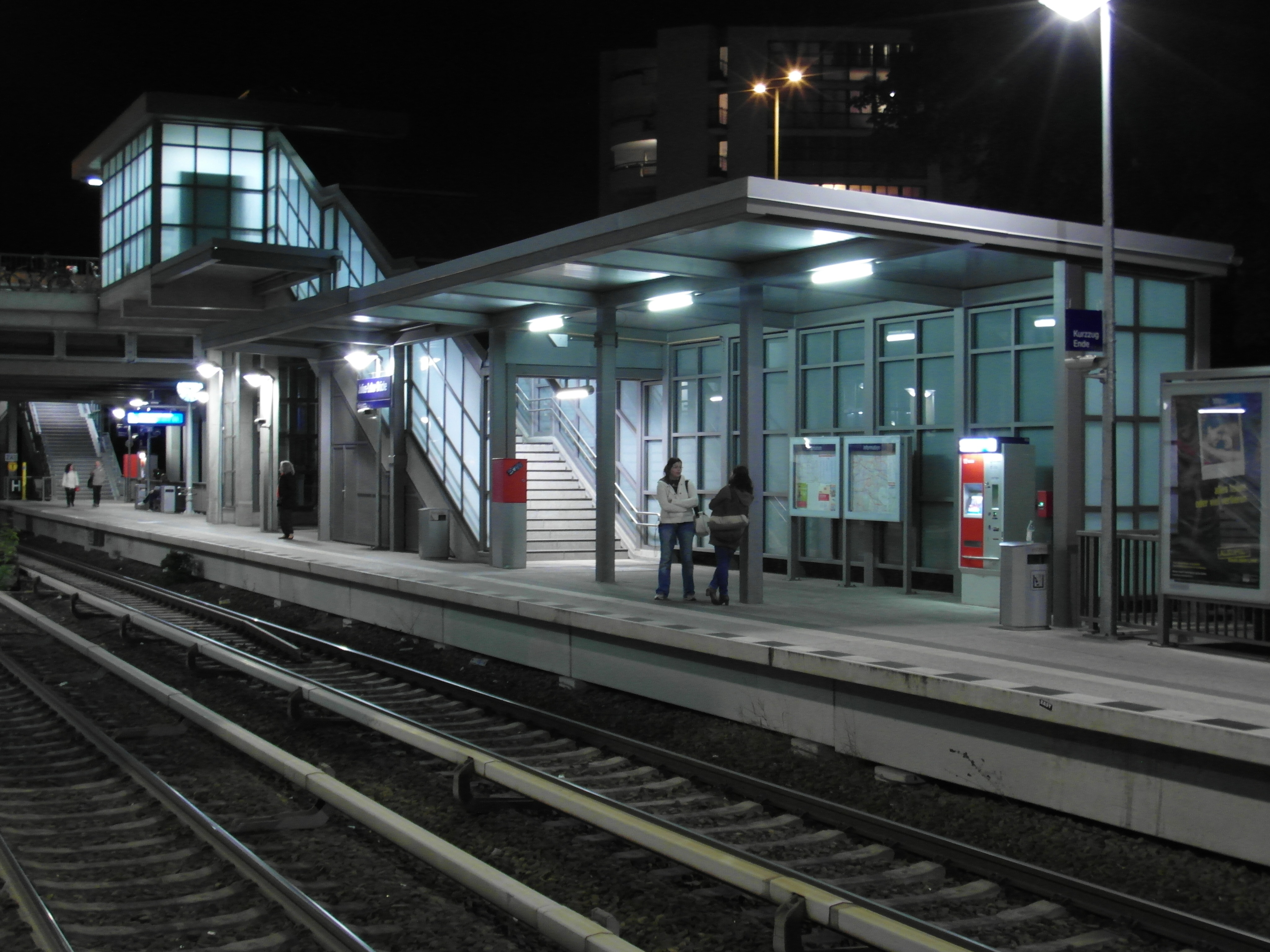
S-Bahnhof Julius-Leber-Brücke bei Nacht
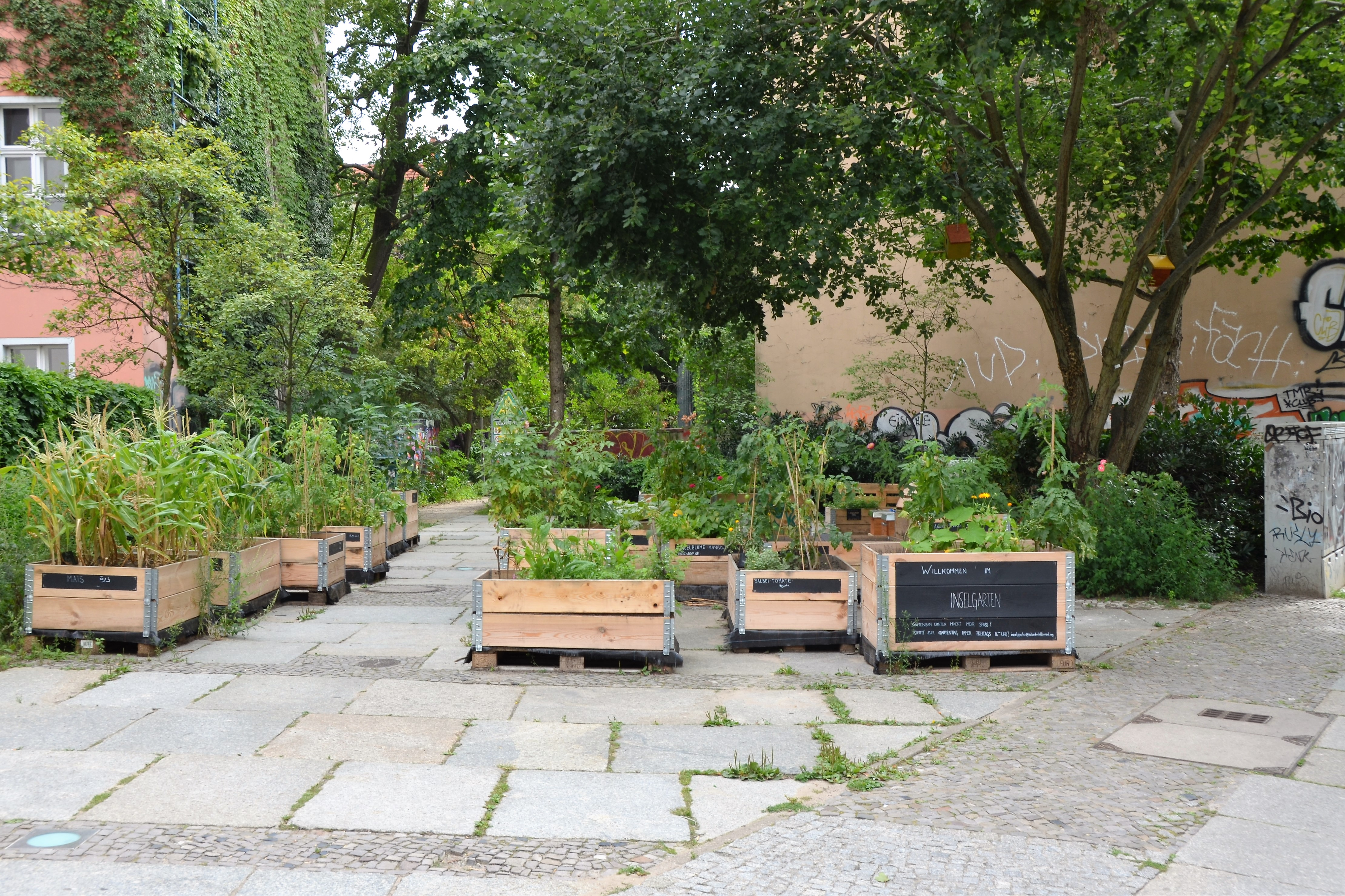
Urban Gardening im Inselgarten auf der Roten Insel, 2016

#### Dominicusstraße

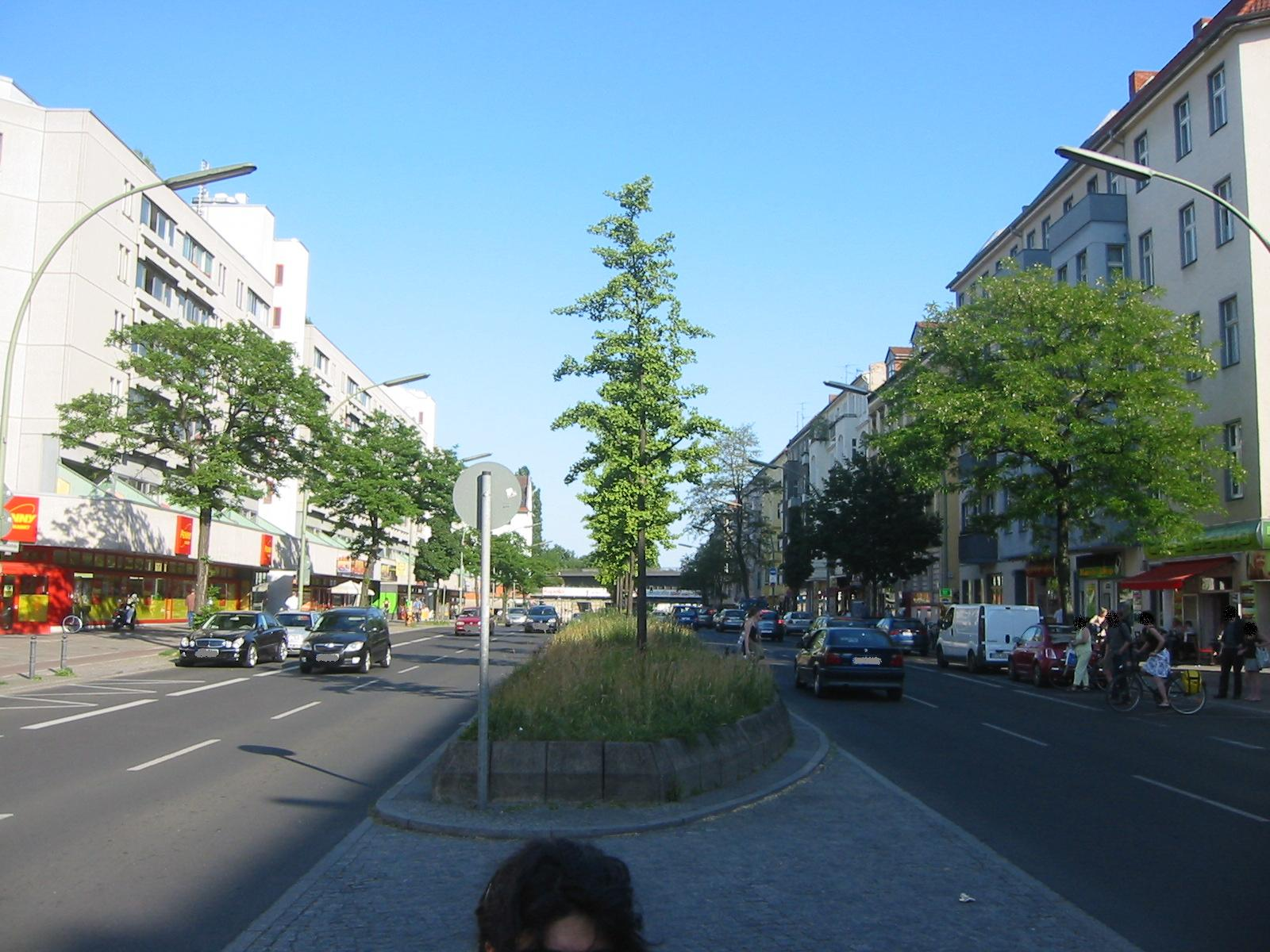
Dominicusstraße, Blick Richtung Osten in Höhe der Feurigstraße

An der Martin-Luther- und der Dominicusstraße dominiert rund um den John-F.-Kennedy-Platz die öffentliche Verwaltung mit dem Bezirksamt, den Senatsverwaltungen für Wirtschaft, Energie und Betriebe sowie Justiz (Nordsternhaus), am Heinrich-von-Kleist-Park, Landesverfassungsgericht und Kammergericht.

#### Sachsendamm / Schöneberger Linse
Dieser Bereich umfasst das Areal zwischen Wannseebahn und der Ortsteilgrenze zu Tempelhof sowie zwischen der Ringbahn und dem südlichen Stadtring einschließlich des Autobahnkreuzes Schöneberg. Das Gelände wird von Gewerbegebieten und Verkehrstrassen dominiert. Der Sachsendamm durchzieht das Gebiet als dominante Straße. Der Teilbereich nördlich des Sachsendamms wird auch „Schöneberger Linse“ genannt. Er bezeichnet das Gebiet der sich erweiternden und wieder schließenden Trassenführung der Ringbahn und des Sachsendamms.
Gewerbegebiete befinden sich in der Alboinstraße, am Werdauer Weg, an der Naumannstraße und mit Möbel Höffner auf dem Gelände des ehemaligen Radstadions. Auf dem Gelände des ehemaligen Reichsbahnausbesserungswerk Berlin-Tempelhof (RAW Tempelhof) wurden große Filialen von Bauhaus und Ikea angesiedelt. Fördernd für die Erschließung des Gebietes der „Schöneberger Linse“ ist der 2006 eröffnete Bahnhof Südkreuz, ehemals Bahnhof Papestraße, sowie die Gründung einer Interessengemeinschaft der Grundstückseigentümer der „Schöneberger Linse“.

#### Siedlung Ceciliengärten

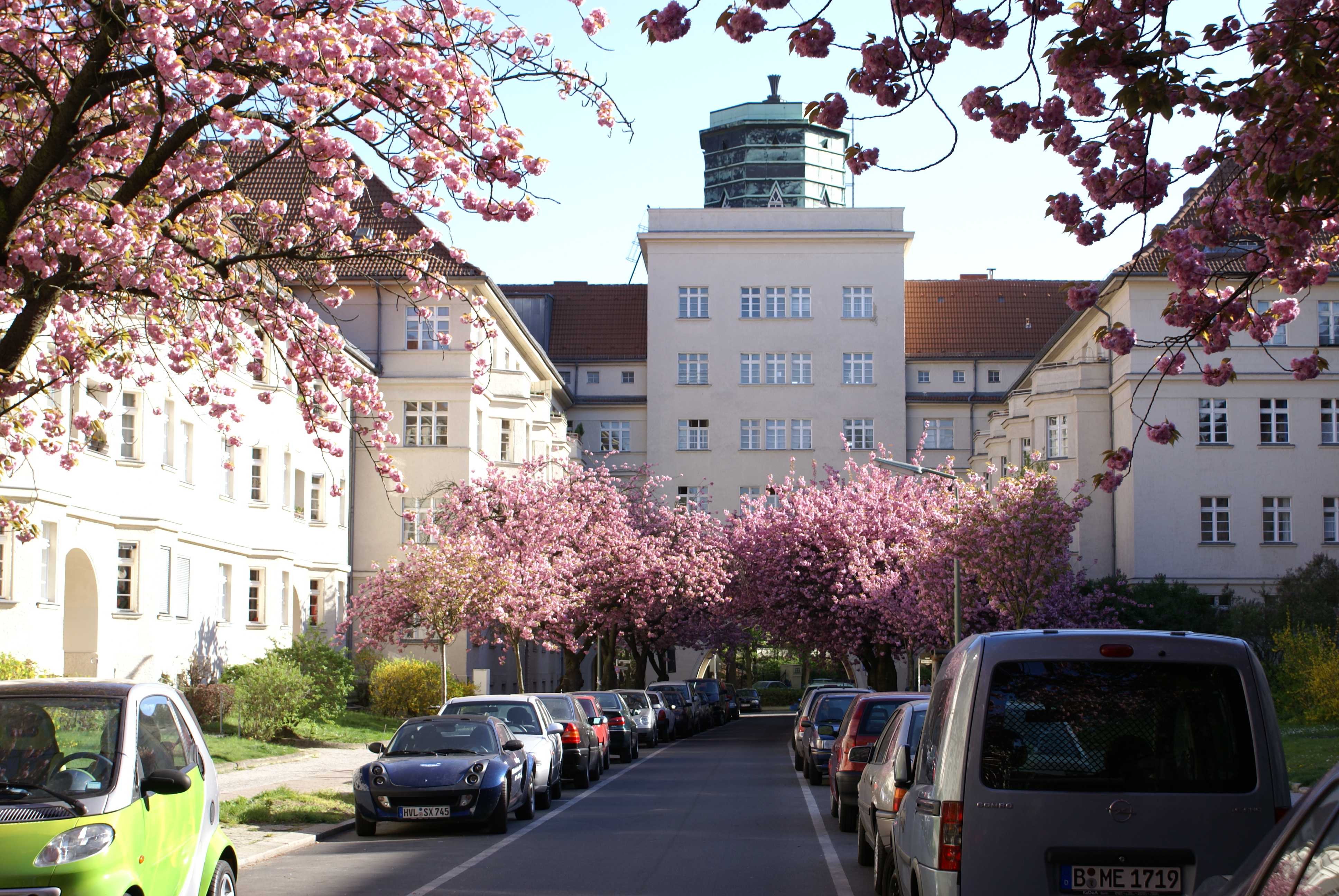
Südlicher Bereich der Ceciliengärten mit Atelierturm und Torbogen

Beispielhaften Städtebau kann man in den Ceciliengärten anhand des – in den 1920er Jahren entstandenen und inzwischen denkmalgeschützten – Stadtquartiers begutachten. Der Fassadenschmuck der Gebäude mit den lebensnahen Darstellungen von kindlichem Alltag und dem seinerzeit modernen Verkehr sowie die Formensprache der Türgestaltungen machen die Ceciliengärten zu einem öffentlichen Freilichtmuseum des Art déco. Der als Gartenbaudenkmal ausgewiesene zentrale Platz mit dem großen Fontänen-Springbrunnen, dem kleinen Fuchsbrunnen von Max Esser und den zwei Frauenstandbildern Der Morgen und Der Abend des Künstlers Georg Kolbe vervollständigen die Anlage. Die im April und Mai jeden Jahres rosafarben blühenden japanischen Kirschbäume bilden ein ansehnliches Blütendach über der Straße und machen der stadtbekannten Britzer Baumblüte Konkurrenz.

#### Um den S-Bahnhof Friedenau

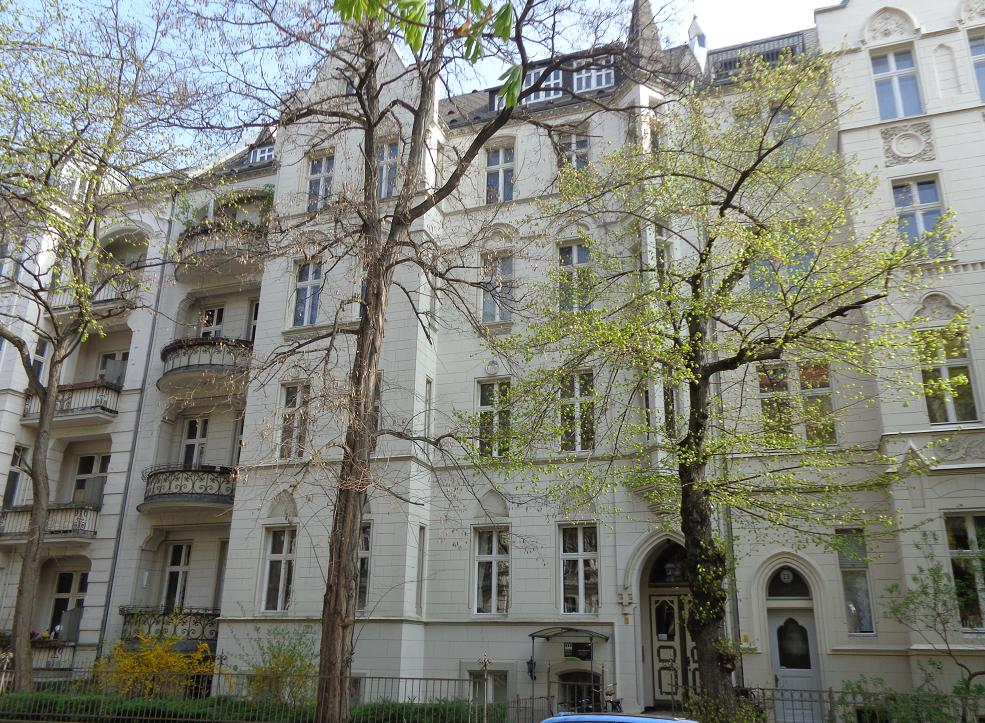
Menzelstraße im Malerviertel

Im Bereich beiderseits des S-Bahnhofs Friedenau herrscht eine großzügige bürgerliche Bebauung aus der Zeit der Wende zum 20. Jahrhundert vor. Das Wohngebiet wird umgangssprachlich oft dem benachbarten Friedenau zugeordnet, wie etwa bei der Berichterstattung um die hier lebende Literaturnobelpreisträgerin Herta Müller. Der eigentliche Ortsteil Friedenau beginnt aber erst einige Straßen weiter westlich an der Fregestraße. Die Straßen östlich der Bahntrasse erhielten die Namen von bekannten Malern, weswegen die Gegend oft Malerviertel, oder nach dem zentralen Dürerplatz auch Dürerkiez, genannt wird.

#### Quartier um den Grazer Platz
Das Quartier um den Grazer Platz östlich des Malerviertels ist ein Wohngebiet. Direkt am Grazer Platz und am Grazer Damm ist eine Siedlung aus der Zeit des Nationalsozialismus erhalten.

#### Südgelände

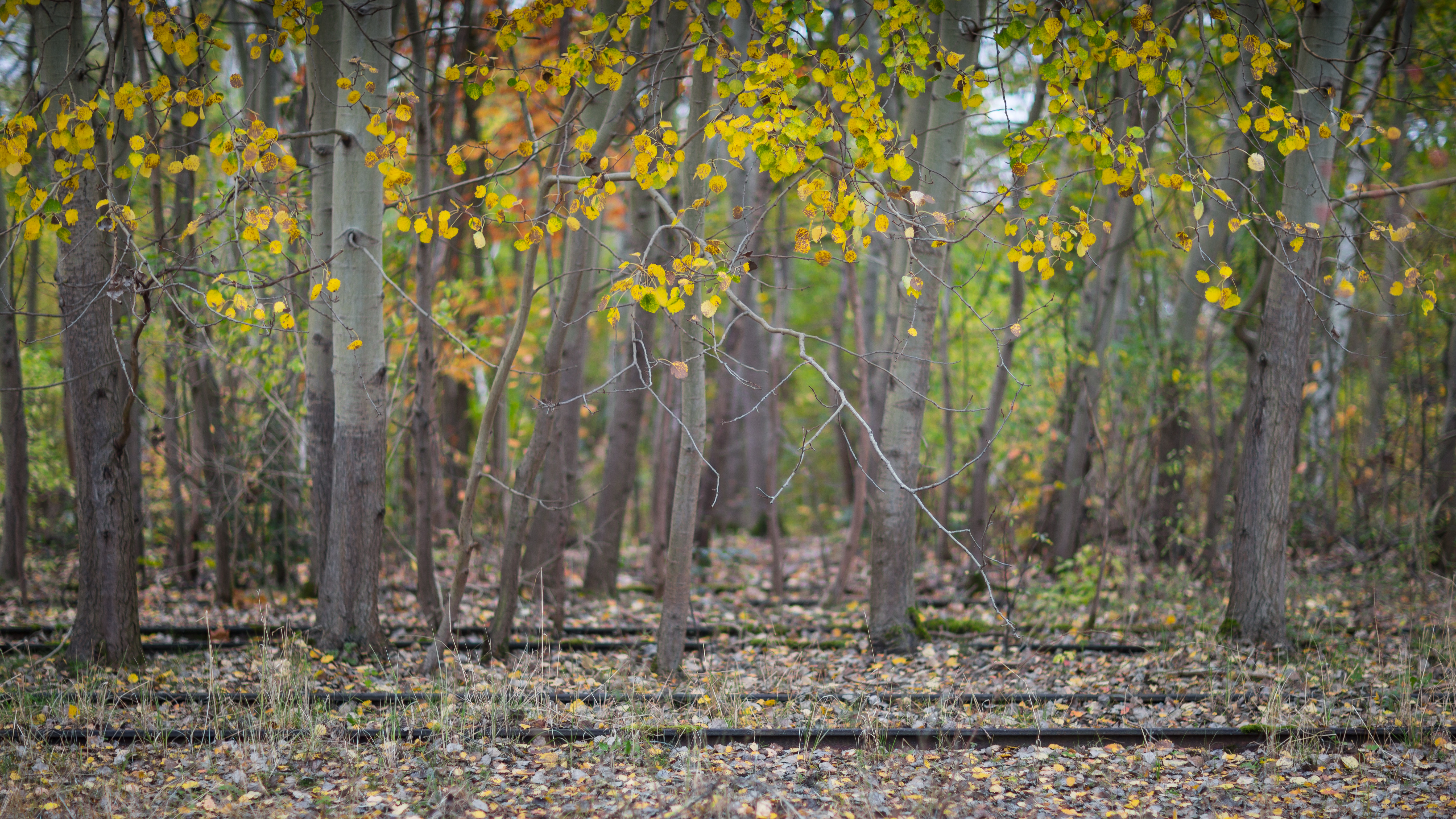
Überwachsene Bahnanlagen im Natur-Park Südgelände

Für das Schöneberger Südgelände zwischen dem Sachsendamm und der Grenze zu Steglitz existierten bereits zur Kaiserzeit Pläne für eine umfangreiche Bebauung. Diese wurden jedoch nicht realisiert; es wurde 1928 lediglich der S-Bahnhof Priesterweg fertiggestellt und während der Zeit des Nationalsozialismus am westlichen Rand die Siedlung Grazer Damm gebaut. Auf den unbebauten Flächen des Südgeländes entstand das bis heute größte zusammenhängende Kleingartengelände Berlins. Im Osten des Südgeländes erstreckten sich die weitläufigen Anlagen des Rangierbahnhofs Tempelhof entlang der Anhalter und Dresdener Bahn. Nach dem Zweiten Weltkrieg wurde ein großer Teil der Bahnanlagen stillgelegt und allmählich von der Natur zurückerobert. Auf diesen Flächen befindet sich heute der Natur-Park Schöneberger Südgelände. Direkt westlich der S-Bahn-Strecke Südkreuz – Priesterweg liegt der Hans-Baluschek-Park.

#### Insulaner
Südlich des Prellerweges in der Nähe des S-Bahnhofs Priesterweg liegt der Insulaner, ein in den Jahren nach dem Zweiten Weltkrieg aufgeschütteter Trümmerberg. An seinem Fuße befindet sich das 1965 eröffnete Planetarium am Insulaner und auf seinem Gipfel die 1963 eröffnete Wilhelm-Foerster-Sternwarte. Auf der Südseite liegt bereits auf Steglitzer Gebiet das „Sommerbad am Insulaner“.

#### Siedlung Lindenhof

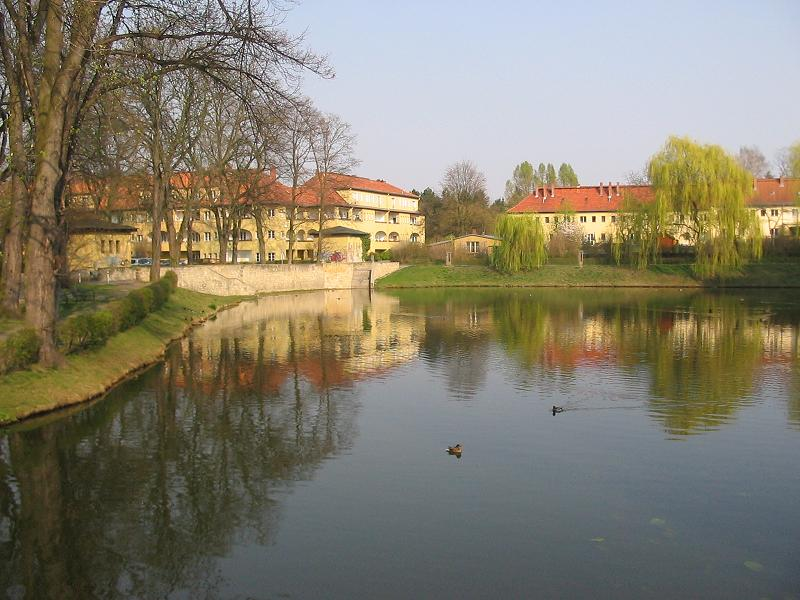
Siedlung Lindenhof mit dem Ostteil des Lindenhofteiches

Die Siedlung Lindenhof im äußersten Südosten Schönebergs ist ein Beispiel für den genossenschaftlichen Wohnungsbau der 1920er Jahre. Ihr Bau wurde durch den sozialdemokratischen Schöneberger Stadtbaurat Martin Wagner maßgeblich vorangetrieben. Die Siedlung sollte das Konzept der genossenschaftlichen Selbsthilfe mit städtebaulichen Anleihen aus der Gartenstadtidee verbinden. Die Martin-Wagner-Brücke über den Lindenhofsee ist die einzige Schöneberger Brücke, die über ein Gewässer führt. In der Nachbarschaft der Siedlung liegen das Gartendenkmal Alboinplatz und der II. Städtische Friedhof Eythstraße.

### Gebäude

#### Rathaus
- Rathaus Schöneberg mit der Freiheitsglocke am John-F.-Kennedy-Platz (ehemals Rudolph-Wilde-Platz)

#### Kirchen

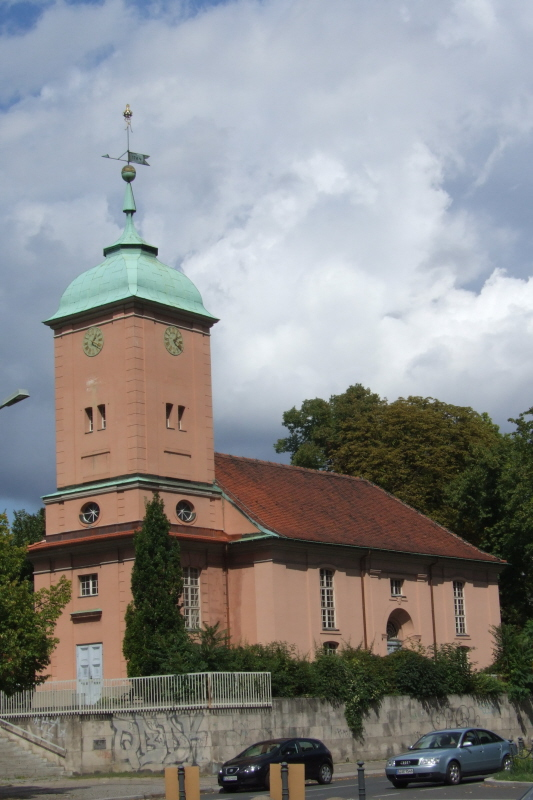
Dorfkirche Schöneberg

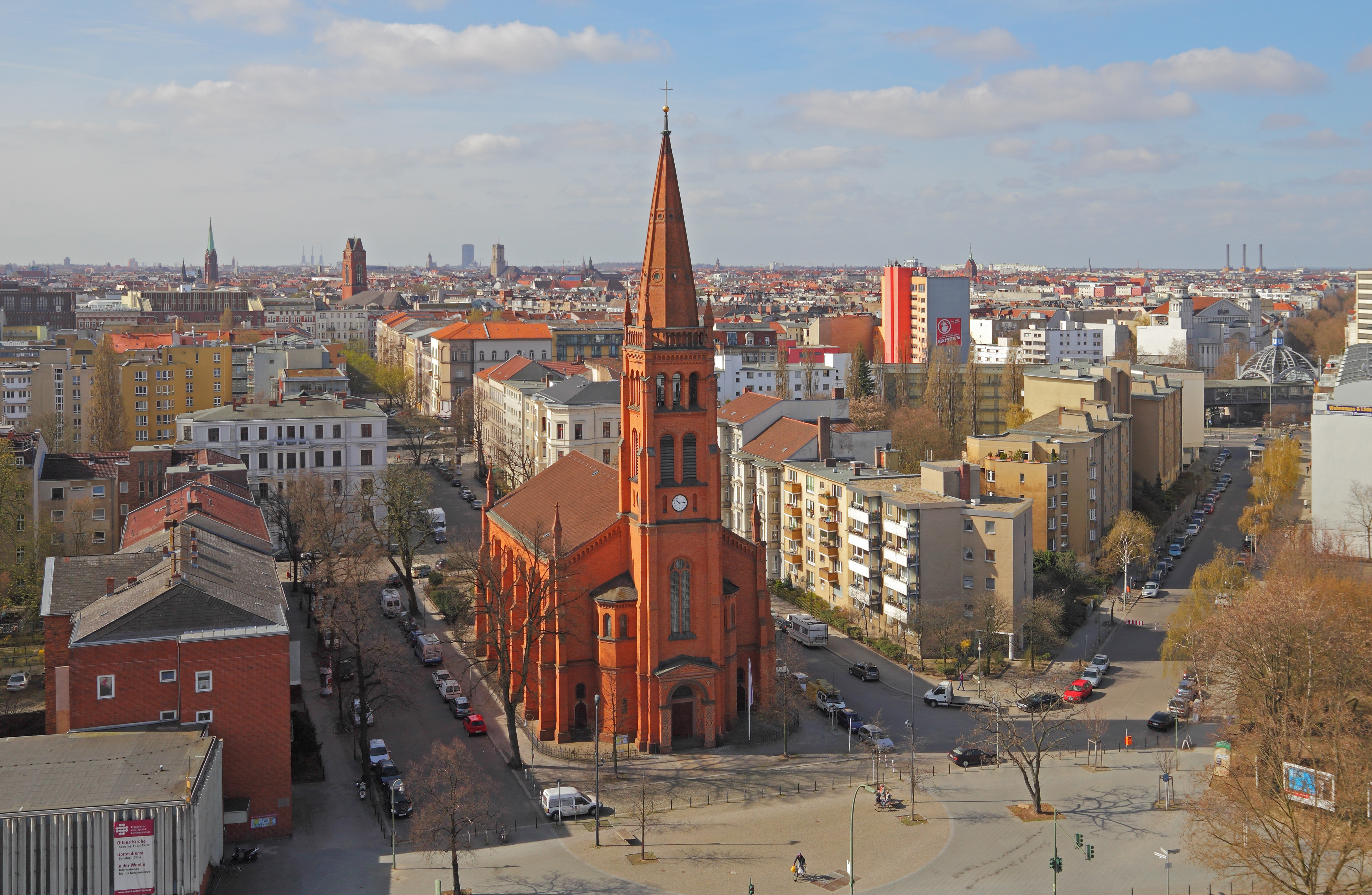
Blick über Schöneberg mit der Zwölf-Apostel-Kirche

- Evangelische Apostel-Paulus-Kirche an der Grunewaldstraße (1892–1894) von Franz Schwechten
- Evangelisch-freikirchliche Baptistenkirche an der Hauptstraße
- Evangelisch-freikirchliche Gemeinde (Brüdergemeinde) an der Hohenstaufenstraße
- Evangelische Dorfkirche Schöneberg an der Hauptstraße (1764–1766) von Johann Friedrich Lehmann
- Evangelische Königin-Luise-Gedächtniskirche auf dem Gustav-Müller-Platz auf der Roten Insel (1910–1912) von F. Berger
- Evangelische Lutherkirche auf dem Dennewitzplatz (1891–1894) von Johannes Otzen
- Evangelische Michaelskirche an der Bessemerstraße (1955–1956)
- Evangelische Nathanaelkirche auf dem Grazer Platz (1903) von Jürgen Kröger
- Evangelische Paul-Gerhardt-Kirche neben der Dorfkirche (1958–1962) von Hermann Fehling und Daniel Gogel, anstelle eines zerstörten Vorgängerbaus (1908–1910) von Richard Schultze
- Evangelische Silaskirche an der Großgörschenstraße
- Evangelische Kirche zum Heilsbronnen an der Heilbronner Straße im Bayerischen Viertel (1911/1912) von Ernst Deneke
- Evangelische Zwölf-Apostel-Kirche an der Kurfürstenstraße, entworfen von Friedrich August Stüler (1864), errichtet von Hermann Blankenstein und Julius Emmerich (1871–1874)
- Römisch-katholische St.-Elisabeth-Kirche an der Kolonnenstraße (1910/1911) vom Kölner Dombaumeister Bernhard Hertel
- Römisch-katholische St.-Konrad-Kirche an der Rubensstraße (1958) von Architekt Schaefers
- Römisch-katholische St.-Matthias-Kirche auf dem Winterfeldtplatz (1893–1896) von Engelbert Seibertz
- Römisch-katholische St.-Norbert-Kirche an der Dominicusstraße (1913–1918) von Carl Kühn, tiefgreifend umgebaut (1958–1962) von Hermann Fehling, Daniel Gogel und Peter Pfankuch
- Neuapostolische Kirche Berlin-Schöneberg in der Erfurter Straße am Innsbrucker Platz

#### Moscheen
- Emir-Sultan-Moschee in der Hauptstraße 150
- Semerkand Moschee in der Kurfürstenstraße 37

#### Botschaften
- Argentinien in der Kleiststraße 23–26
- Dschibuti in der Tauentzienstraße 6
- Kroatien in der Ahornstraße 4 (Villa Geisberg)

#### Sonstige
- Planetarium am Insulaner mit der Wilhelm-Foerster-Sternwarte und dem Bamberg-Refraktor
- Galerien[28]
- In der Vergangenheit betrieb der Verkehrsmuseum Berlin e. V. mit Sitz am Halleschen Ufer 74–76 das Verkehrsmuseum Berlin. Die Ausstellungsräume befanden sich im Haus der deutschen Kulturgemeinschaft Urania an der Kreuzung An der Urania und Kleiststraße. Die Existenz lässt sich für die Jahre 1964 und 1970 nachweisen. Es gab die Abteilungen Eisenbahn, Luft- und Raumfahrt, Straßenverkehr und Städtischer Verkehr sowie Schifffahrt. Ausgestellt waren ein VW Käfer und ein Maurer-Union von 1902. Zum Bestand gehörten ferner ein Adler, ein Fahrzeug von Steyr Daimler Puch, ein Tatra und ein Wanderer.[29] Die Verbindung zum Deutschen Technikmuseum ist ebenso unklar wie zum Deutschen Historischen Museum, die beide ebenfalls technische Dinge in Berlin ausstellen.
- Das kleine Grosz Museum, seit 2022

### Parks
- Rudolph-Wilde-Park – (ehemals Stadtpark Schöneberg) ausführlich zur Entwicklung Schönebergs und zum Bau der Berliner U-Bahn zu Beginn des 20. Jahrhunderts
- Alboinplatz – ausführlich zu den Naturdenkmälern „Blanke Helle“ und „Krummer Pfuhl“ (Toteislöcher) sowie zur denkmalgeschützten Wohnsiedlung Lindenhof
- Wartburgplatz – ausführlich zur innerstädtischen Grünanlage
- Natur-Park Südgelände – Mischung aus Natur, Technik-Ruinen und Kunst[30]
- Alice-Salomon-Park – kleiner Zwischenpark am Barbarossaplatz

## Wirtschaft und Infrastruktur

### Wirtschaft
Im Ortsteil dominieren kleine und mittlere Unternehmen in den Bereichen Handel, Dienstleistungen sowie der Gastronomie und Hotellerie.

### Verkehr

#### Eisenbahn
Mit dem 2006 eröffneten Bahnhof Südkreuz hat Schöneberg eine direkte Anbindung an den Fern- und Regionalverkehr der Deutschen Bahn. Der Bahnhof wird unter anderem von der ICE-Linie Hamburg – Berlin – Leipzig – München bedient.

#### S-Bahn
Schöneberg wird von der Wannseebahn (Linie S1), der Dresdener Vorortbahn (Linie S2), der Anhalter Vorortbahn (Linien S25 und S26) sowie der Berliner Ringbahn (Linien S41, S42, S45 und S46) bedient. Wichtige Knotenpunkte sind die S-Bahnhöfe Schöneberg und Südkreuz. Insgesamt liegen sieben Haltestellen im Ortsteil. Im Zuge der neuen S-Bahn-Linie S21 soll Schöneberg ca. 2030 eine direkte S-Bahn-Anbindung zum Hauptbahnhof erhalten, die derzeit nur durch den Regionalverkehr ermöglicht wird.

#### U-Bahn

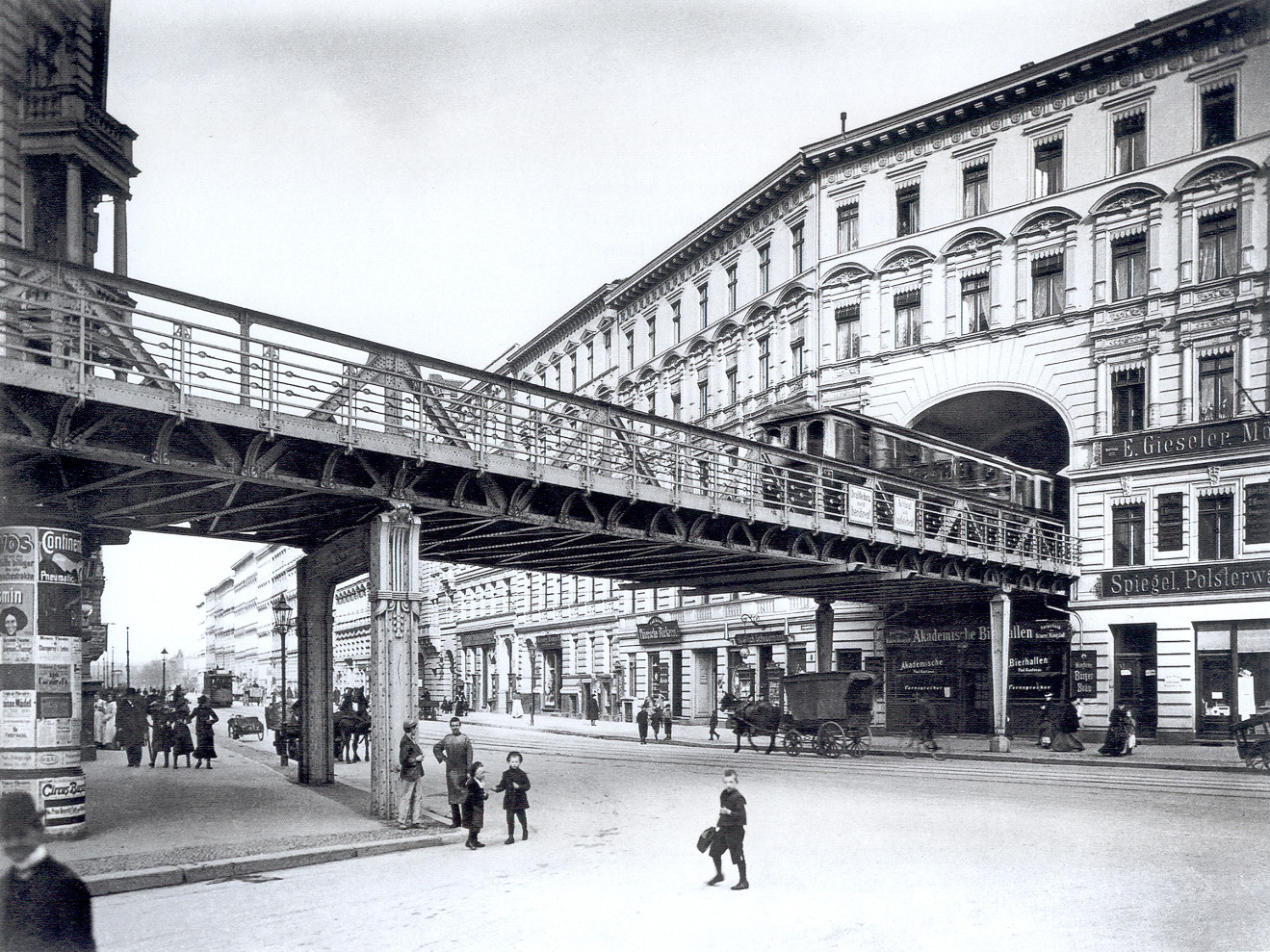
Die Häuserzeile am Dennewitzplatz mit der Durchfahrt in Richtung Gleisdreieck wurde im November 1943 zerstört

Schöneberg wird von den U-Bahn-Linien U1, U2, U3, U4 und U7 bedient. Wichtige Knotenpunkte und auch von besonderer architektonischer Bedeutung sind die U-Bahnhöfe Wittenbergplatz und Nollendorfplatz. Östlich des Nollendorfplatzes verläuft die U-Bahn-Linie U2 als Hochbahn. Die dadurch erforderlich gewordene Hausdurchfahrt am Dennewitzplatz war bis zur Zerstörung des „durchfahrenen“ Hauses im Zweiten Weltkrieg ein vielbeachtetes Kuriosum. Die Linie U4, hervorgegangen aus der Schöneberger Untergrundbahn, liegt vollständig auf Schöneberger Gebiet. Eine Besonderheit bildet der U-Bahnhof Rathaus Schöneberg, der oberirdisch liegt und Fenster zum Rudolph-Wilde-Park hat.

#### Individualverkehr
Die Stadtautobahnen A 100 (Stadtring) und A 103 (Westtangente) sind im Autobahnkreuz Schöneberg miteinander verbunden. Die A 100 unterquert westlich des Autobahnkreuzes in einem 270 Meter langen Tunnel den Innsbrucker Platz. Weitere wichtige Verkehrsachsen sind der sogenannte „Generalszug“ Tauentzienstraße – Kleiststraße – Bülowstraße, der Straßenzug An der Urania – Martin-Luther-Straße – Dominicusstraße – Sachsendamm sowie die Bundesstraße 1 auf dem Straßenzug Potsdamer Straße – Hauptstraße (– Dominicusstraße – A 103).
Der Hobrechtplan sah ursprünglich eine gradlinige Weiterführung der Bülowstraße in Richtung Osten vor. Die Eisenbahnanlagen auf dem Gleisdreieck-Gelände dehnten sich jedoch so schnell aus, dass der „Generalszug“ nach Süden verschoben werden musste, um das Bahngelände unter den Yorckbrücken durchqueren zu können. Die so entstandene Kurve der Bülowstraße, der „Bülowbogen“, gab der ARD-Fernsehserie Praxis Bülowbogen ihren Namen.
Die Aufweitung und der überbreite Grünstreifen im Kreuzungsbereich An der Urania/Lietzenburger Straße gehen auf mittlerweile aufgegebene Pläne für eine autobahnähnliche Hochstraße zurück. Im Rahmen des „Planwerks Innenstadt“ gibt es Überlegungen, diesen Bereich umzugestalten. Weitere Relikte der Verkehrsplanung der Nachkriegszeit findet man in der Hohenstaufenstraße und Pallasstraße. Dieser Straßenzug sollte nach einer mittlerweile aufgegebenen Planung durchgehend mehrstreifig ausgebaut werden. Zu diesem Zweck sollte auch das Haus Hohenstaufenstraße 22 abgerissen werden; es steht jedoch bis heute auf der geplanten Trasse der Hohenstaufenstraße und muss engkurvig umfahren werden. Von den unvollendeten Ausbauplänen für die Pallasstraße zeugt auch die vom Straßenverkehr nicht benutzte nördliche Unterfahrung des Pallasseums.

### Sport
In Schöneberg ansässige Fußballvereine sind der FC Internationale Berlin, der sich gegen die Kommerzialisierung des Fußballspiels wendet sowie der 1. FC Schöneberg und der BSC Kickers 1900.

## Persönlichkeiten

### In Schöneberg geborene Persönlichkeiten
- Reinhold Begas (1831–1911), Bildhauer
- Karl Neunzig (1864–1944), Zeichner und Herausgeber
- Otto Colosser (1878–1948), Architekt und Politiker (Wirtschaftspartei, DStP)
- Martin Luserke (1880–1968), Reformpädagoge
- Carl Lange (1885–1959), Schriftsteller, Lyriker und Offizier
- Wilhelm Furtwängler (1886–1954), Dirigent der Berliner Philharmoniker, in der Maaßenstraße 1 geboren (Gedenktafel)
- Erich Kuttner (1887–1942), Politiker (SPD), Widerstandskämpfer gegen den Nationalsozialismus
- Karl Schneider (1887–1969), Verwaltungsjurist
- Herman-Walther Frey (1888–1968), Musikwissenschaftler
- Ernst Hildebrand (1888–1962), evangelisch-lutherischer Pastor
- Werner Dehn (1889–1960), Ruderer
- Erich Schmidt-Schaller (1889–1980), Maler und Grafiker
- Hedda Korsch (1890–1982), Pädagogin und Hochschullehrerin
- Emma Rosenthal (1890–1973), Klavierlehrerin und Gerechte unter den Völkern
- Hans Schwarz (1890–1967), Dramatiker
- Nelly Sachs (1891–1970), Schriftstellerin, in der Maaßenstraße 12 geboren (Gedenktafel)
- Ernst Wetzel (1891–1966), SA-Führer, Kommandeur der Berliner SA
- Fritz Loewe (1895–1974), Meteorologe, Glaziologe und Polarforscher, Hochschullehrer
- Ilse Bois (1896–1960), Kabarettistin, Schauspielerin und Parodistin
- Charlotte Schultz-Ewerth (1898–unbekannt), Schriftstellerin
- Hans Schiftan (1899–1941), Widerstandskämpfer gegen den Nationalsozialismus
- Ilse Blumenthal-Weiss (1899–1987), Lyrikerin
- Kate Diehn-Bitt (1900–1978), Malerin
- Hedwig Porschütz (1900–1977), Widerstandskämpferin, Gerechte unter den Völkern
- Herbert Schimkat (1900–1969), Schauspieler
- Günther Stein (1900–1961),  Journalist und Autor
- Marlene Dietrich (1901–1992), Schauspielerin, in der Leberstraße 65 geboren, lebte als Kind in der Potsdamer Straße 116
- Heinrich Vogel (1901–1958), Agrarwissenschaftler und SS-Führer
- Arthur Georgi (1902–1970), Verlagsbuchhändler
- Harry Halm, eigentlich Harry Hahn (1902–1980), Schauspieler
- Gertrud Kirchhoff (1902–1966), Politikerin
- Georg Mohr (1902–1971), Filmproduzent
- Reinhold Schmidt (1902–1974), Leichtathlet
- Wolfgang Langkau (1903–1991), Angehöriger des Bundesnachrichtendienstes
- Hermann Ehlers (1904–1954), Politiker (CDU), Bundestagspräsident, in der Gotenstraße 6 geboren (Gedenktafel)
- Herbert Horn (1904–1974), Zeichner, Maler und Schriftsteller
- Karl Gaile (1905–1979), Parteifunktionär der SED
- Alice Treff (1906–2003), Schauspielerin
- Heinrich Wilhelmi (1906–2005), Ingenieur, Hochschullehrer für Mess- und Regelungstechnik
- Heinz Schulze, ab 1953 Heinz Schulze-Varell (1907–1985), Modedesigner
- Karl-Adolf Zenker (1907–1998), Marineoffizier
- Leonhard Berger (1908–1944), römisch-katholischer Geistlicher und Märtyrer
- Gisèle Freund (1908–2000), Fotografin
- Brigitte Helm (1908–1996), Schauspielerin
- Alfred Lion (1908–1987), Musikproduzent, in der Wielandstraße 22 geboren
- Dolly Raphael (1908–1989), Schauspielerin und Synchronsprecherin
- Otto Salman (1908–1970), Korvettenkapitän der Kriegsmarine und u. a. Verlagsleiter einer Tageszeitung
- Elli Schmidt (1908–1980), Vorsitzende der DDR-Frauenorganisation DFD
- Alfred Neumann (1909–2001), Politiker (SED), in der Bülowstraße geboren[32]
- Ernst Ludwig Heuss (1910–1967), Widerstandskämpfer gegen den Nationalsozialismus, Unternehmer
- Rupprecht von Keller (1910–2003), Diplomat
- Ferdinand von Lüdinghausen-Wolff (1910–1977), Jurist, Bürgermeister und Landrat
- Erika Raphael (1910–2006), Schauspielerin
- Ulrich Lauterbach (1911–1988), Theaterintendant, Regisseur und Hörspielleiter des Hessischen Rundfunks
- Béatrice du Vinage (1911–1993), deutsch-schwedische Fotografin und Malerin
- Olivia Fried (1912–1958), Tänzerin und Schauspielerin
- Willi Stoph (1914–1999), Politiker (SED), u. a. Vorsitzender des Ministerrats der DDR, in der damaligen Sedanstraße (heute: Leberstraße) geboren
- Richard Achenbach (1916–2003), Diplomat, Botschafter der Bundesrepublik Deutschland
- Heinz Spitzner (1916–1992), Schauspieler
- Oskar Kusch (1918–1944), Offizier der Kriegsmarine, wegen regimekritischer Äußerungen hingerichtet
- Helmut Newton (1920–2004), Fotograf, in der Innsbrucker Straße 24 geboren (Gedenktafel)
- Alfred Kardinal Bengsch (1921–1979), katholischer Bischof von Berlin, wohnte am Tempelhofer Weg 26 (Gedenktafel)
- Liane Berkowitz (1923–1943), Widerstandskämpferin gegen den Nationalsozialismus, wohnte am Viktoria-Luise-Platz 1
- Peter Hartmann (1923–1984), Sprachwissenschaftler und Hochschullehrer
- Hildegard Hendrichs (1923–2013), Bildhauerin und Malerin
- Günter Josef Mai (1923–1963), Schriftsteller
- Klaus Willerding (1923–1982), Politiker (SED) und Diplomat
- Horst Breitenfeld (1924–2010), Schauspieler, Hörspiel- und Synchronsprecher
- Konrad von Rabenau (1924–2016), Theologe und Einbandforscher
- Shlomo Shafir (1924–2013), Journalist
- Siegfried Leibholz  (1925–2005), Offizier des Ministeriums für Staatssicherheits der DDR
- Dieter Ranspach (1926–2017), Schauspieler und Synchronsprecher
- Udo-Dieter Wange (1928–2005), Politiker (SED), Minister der DDR
- Ted Herold (1942–2021), Schlagersänger
- Hugo Egon Balder (* 1950), Entertainer, wuchs in der Semperstraße auf
- Corinna Rohn (* 1969), Bauforscherin
- Grischa Vercamer (* 1974), Historiker
- Tobias Schneider (* 1981), Eisschnellläufer
- Rabea Rogge (* 1995[33]), erste deutsche Raumfahrerin

### Mit Schöneberg verbundene Persönlichkeiten
- Wilhelm Adolf Lette (1799–1868), Gründer der Bildungsanstalt Lette-Verein am Viktoria-Luise-Platz
- Friedrich Kiel (1821–1885), Kompositionslehrer, wohnte in der Potsdamer Straße
- Albert Dietrich, (1829–1908), Komponist und Dirigent, verbrachte seine letzten Lebensjahre in Schöneberg; starb dort in der Geisbergstraße 29.
- August Bebel (1840–1913), Mitbegründer der SPD, wohnte in der Hauptstraße 97 (Gedenktafel)
- Eduard Bernstein (1850–1932), Politiker (SPD), Stadtrat in Schöneberg, wohnte 1918–1932 in der Bozener Straße 18 (Gedenktafel)
- Fanny Moran-Olden (1855–1905), deutsche Sängerin (Sopran), hatte seit 1892 ihren Wohnsitz in Berlin, starb im Maison de Santé in Schöneberg
- Hermann Ganswindt (1856–1934), Raketenpionier, Erstflug seines Hubschraubers in Schöneberg
- Wilhelm Wetekamp (1859–1945), Reformpädagoge, Rektor des Werner-Siemens-Realgymnasiums, wohnte in der Kyffhäuserstraße 3
- Friedrich Naumann (1860–1919), Politiker (DDP), lebte in der Naumannstraße 24 (Gedenktafel)
- Rudolf Steiner (1861–1925), Begründer der Anthroposophie, lebte mit seiner Frau Marie von Sievers in der Motzstraße 30 (Gedenktafel)
- Arno Holz (1863–1929), Dichter, lebte in der Stübbenstraße 5 (Gedenktafel)
- Walter Leistikow (1865–1908), Maler, lebte in der Geisbergstraße 33 (zerstört)
- Ferruccio Busoni (1866–1924), Komponist, wohnte am Viktoria-Luise-Platz 11 (Gedenktafel)
- Else Lasker-Schüler (1869–1945), Lyrikerin, lebte in der Motzstraße 7
- Hans Baluschek (1870–1935), Maler und Grafiker, lebte 1929–1933 im Atelierturm in den Ceciliengärten (Gedenktafel Semperstraße 5)
- Rosa Luxemburg (1871–1919), Sozialistin, wohnte 1902–1911 in der Cranachstraße 58 (Gedenktafel)
- Alexander Dominicus (1873–1945), 1911–1921 Oberbürgermeister der Stadt Schöneberg
- Rudolf Breitscheid (1874–1944), Politiker (SPD), wohnte in der Haberlandstraße 8a (Haus zerstört, Gedenkstein vor dem Neubau)
- Franz Czeminski (1876–1945), Stadtrat, Mitglied des Schöneberger Stadtparlaments
- Clemens August Graf von Galen (1878–1946), Bischof und Kardinal, war Kaplan und Pfarrer von St. Matthias (Gedenktafel an der Kirche)
- Karl Hofer (1878–1955), Maler, Gedenktafel am Haus Grunewaldstraße 44
- Albert Einstein (1879–1955), Physiker und Nobelpreisträger, wohnte 1918–1933 in der Haberlandstraße 5 (heute Nr. 8, Haus zerstört, Gedenkstein vor dem Neubau an gleicher Stelle)[34]
- Nanna Conti (1881–1951), „Reichshebammenführerin“, lebte 1905 bis um 1937 in der Kleiststraße 3
- Paul Zech (1881–1946), Schriftsteller, wohnte 1925–1933 in der Naumannstraße 78 (Gedenktafel)
- Ernst Weiß (1882–1940), Arzt und Schriftsteller, wohnte in der Luitpoldstraße 34 (Gedenktafel)
- Albert Coppenrath (1883–1960), 1929–1941 Pfarrer an der Kirche St. Matthias
- Theodor Heuss (1884–1963), Politiker (FDP) und Bundespräsident, wohnte 1918–1930 in der Fregestraße 80 (Gedenktafel)
- Claire Waldoff (1884–1957), Chansonsängerin, lebte 1919–1933 in der Regensburger Straße 33 (Gedenktafel)
- Egon Erwin Kisch (1885–1948), Journalist, wohnte in den 1920er Jahren im Haus Hohenstaufenstraße 36 (Gedenktafel)
- Erich Klausener (1885–1934), katholischer Politiker und Widerstandskämpfer, lebte in der Keithstraße 8 (Gedenktafel)
- Gottfried Benn (1886–1956), Arzt und Dichter, wohnte 1937–1956 in der Bozener Straße 20 (Gedenktafel)
- Leon Hirsch (1886–1954), Kabarettist, hatte seine letzte Wohnung vor der Emigration 1933 in der Bozener Straße 10
- Renée Sintenis (1888–1965), Bildhauerin und Grafikerin, wohnte in der Innsbrucker Straße 23 (Gedenktafel)
- Michael Hirschberg (1889–1937), Jurist und Widerstandskämpfer gegen den Nationalsozialismus, lebte in der Winterfeldtstraße 8 (Gedenktafel)
- Hans Fallada (1893–1947), Schriftsteller, verbrachte seine Kinderjahre in der Luitpoldstraße 11 (das Haus existiert nicht mehr)
- Erwin Piscator (1893–1966), Regisseur der Piscator-Bühne am Nollendorfplatz (Gedenktafel)
- Carl Zuckmayer (1896–1977), Schriftsteller und Dramatiker, wohnte in der Fritz-Elsas-Straße 18 (Gedenktafel)
- Sepp Herberger (1897–1977), Fußballtrainer, lebte 1937–1944 in der Bülowstraße 89 (Gedenktafel)
- Leonardo Conti (1900–1945), „Reichsärzteführer“, lebte ab 1905 während seiner Kindheit und Jugend in der Kleiststraße 37
- Robert Uhrig (1903–1944), Widerstandskämpfer gegen den Nationalsozialismus, lebte in der Wartburgstraße 4 (Gedenktafel)
- Christopher Isherwood (1904–1986), englischer Schriftsteller, lebte zwischen 1930 und 1933 in der Nollendorfstraße 17 (Gedenktafel)
- Billy Wilder (1906–2002), Regisseur, lebte in seinen jungen Jahren am Viktoria-Luise-Platz 11 (Gedenktafel)
- Friedrich Luft (1911–1990), Theaterkritiker, wuchs in der Kaiserallee 74 auf, lebte später in der Maienstraße 4 (Gedenktafel)
- Walter Scheel (1919–2016), Politiker (FDP) und Bundespräsident, lebte bis 2008 in Schöneberg[35]
- Hildegard Knef (1925–2002), Schauspielerin und Sängerin, wuchs auf der Roten Insel auf
- Klaus Kinski (1926–1991), Schauspieler, wohnte in der Wartburgstraße 3[36]
- Joachim Kemmer (1939–2000), Schauspieler und Synchronsprecher, lebte in der Crellestraße 41 (Gedenktafel)
- Joachim Gauck (* 1940), Bundespräsident, wohnte bis Juli 2012[37] in der Nymphenburger Straße[38]
- Jörg Fauser (1944–1987), Schriftsteller, lebte 1981–1984 in der Goebenstraße 10
- Edgar Froese (1944–2015), Musiker, startete seine Karriere in der Schwäbischen Straße
- David Bowie (1947–2016), britischer Musiker, wohnte 1976–1978 in der Hauptstraße 155 (Gedenktafel)
- Iggy Pop (* 1947), Musiker, lebte in den 1970er Jahren in der Hauptstraße
- Gerhard Seyfried (* 1948), Comiczeichner und Schriftsteller, lebt in Schöneberg
- Ingo Kühl (* 1953), Maler, Bildhauer und Architekt, lebt in Schöneberg
- Herta Müller (* 1953), Schriftstellerin und Literaturnobelpreisträgerin, lebt in Schöneberg
- Tex Morton (* 1961), Musiker, lebt in Schöneberg
- Graciano Rocchigiani (1963–2018), Boxweltmeister, wuchs in der Hauptstraße auf
- David Berger (* 1968), Theologe und Publizist, lebt in Schöneberg
- Alpa Gun (* 1980), Rapper, wuchs in der Steinmetzstraße auf
- Kevin Kühnert (* 1989), Politiker (SPD), lebt in Schöneberg

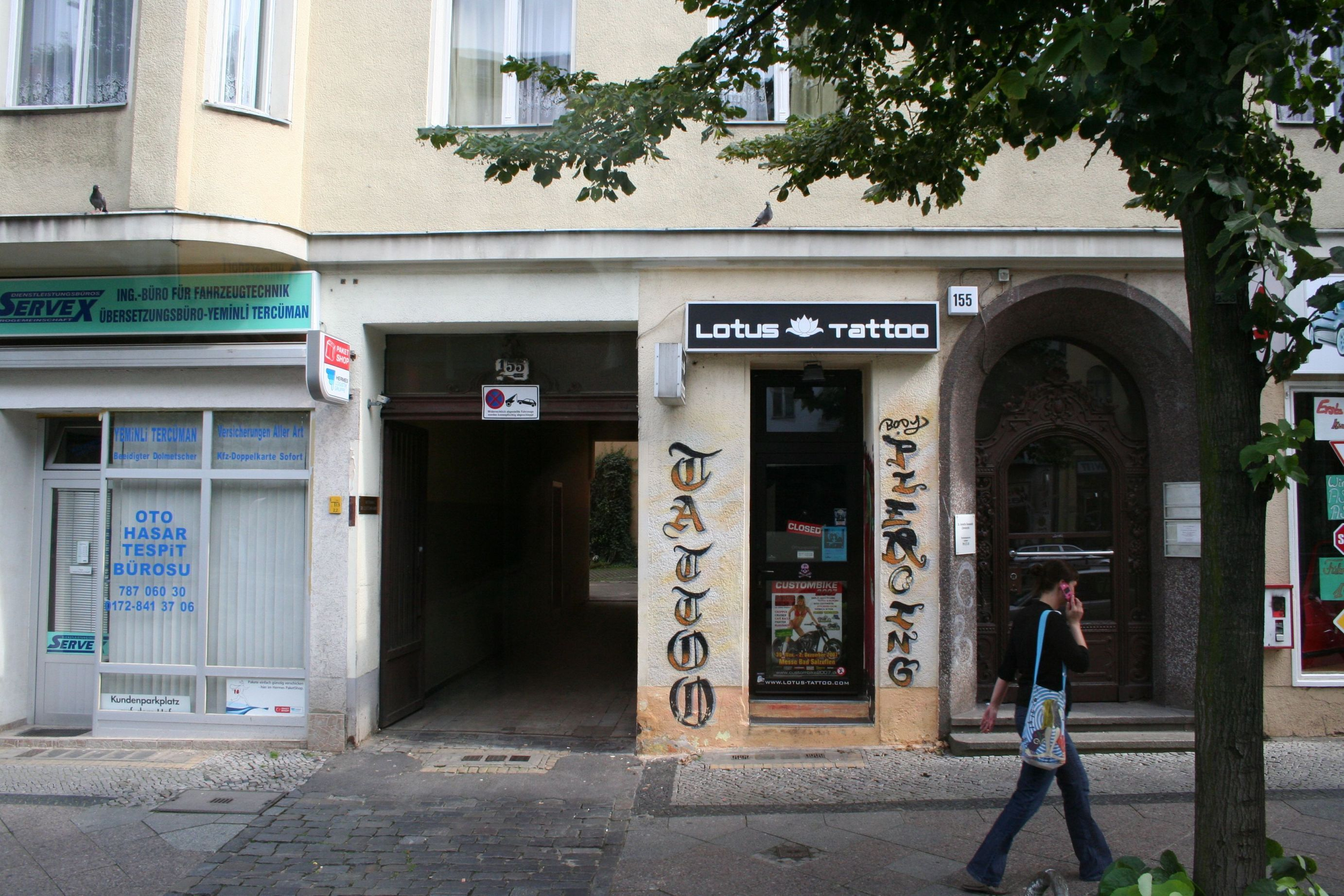
Hauseingang von David Bowies ehemaliger Wohnung in Schöneberg
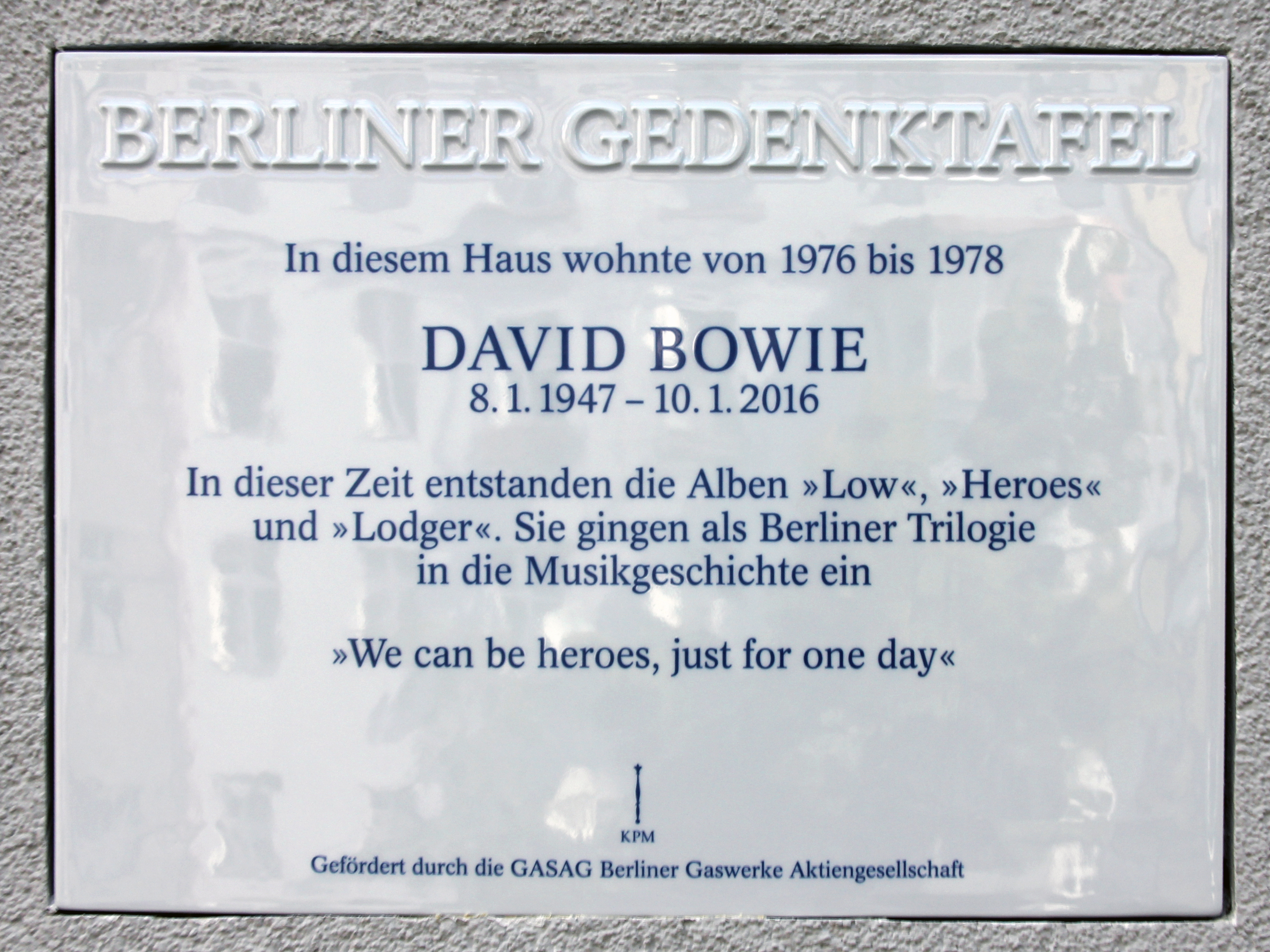
Berliner Gedenktafel für David Bowie, Hauptstraße 155
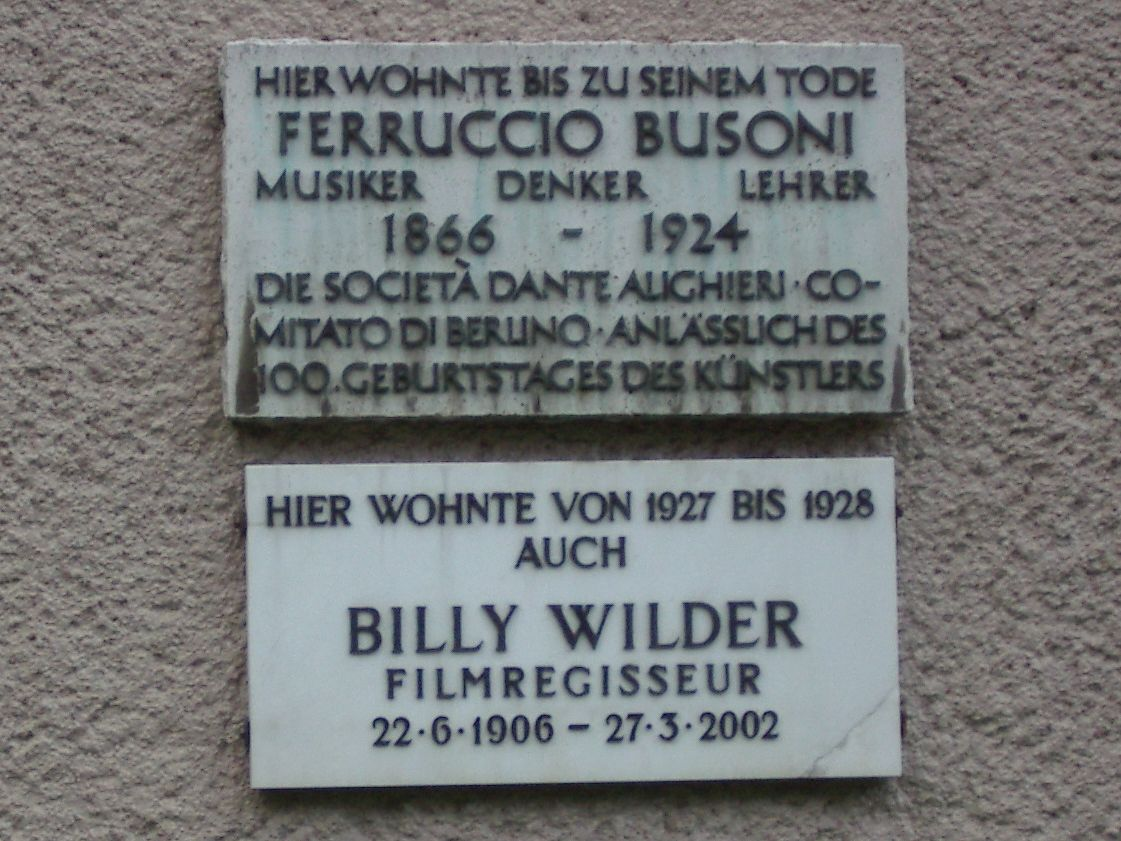
Gedenktafeln für Ferruccio Busoni und Billy Wilder, Viktoria-Luise-Platz 11
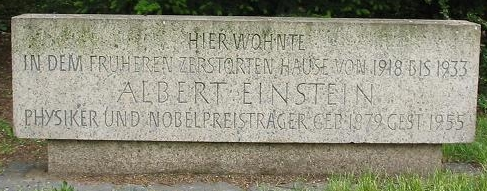
Gedenkstein für Albert Einstein, Haberlandstraße 8 (früher Nr. 5)
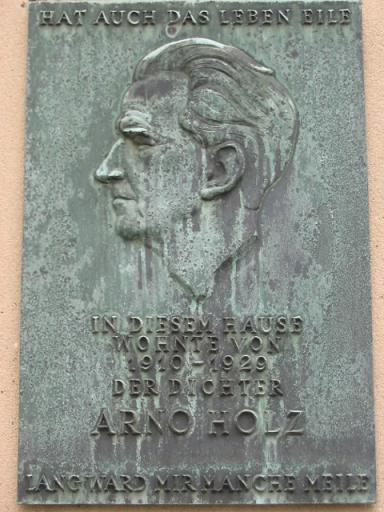
Gedenktafel für Arno Holz, Stübbenstraße 5
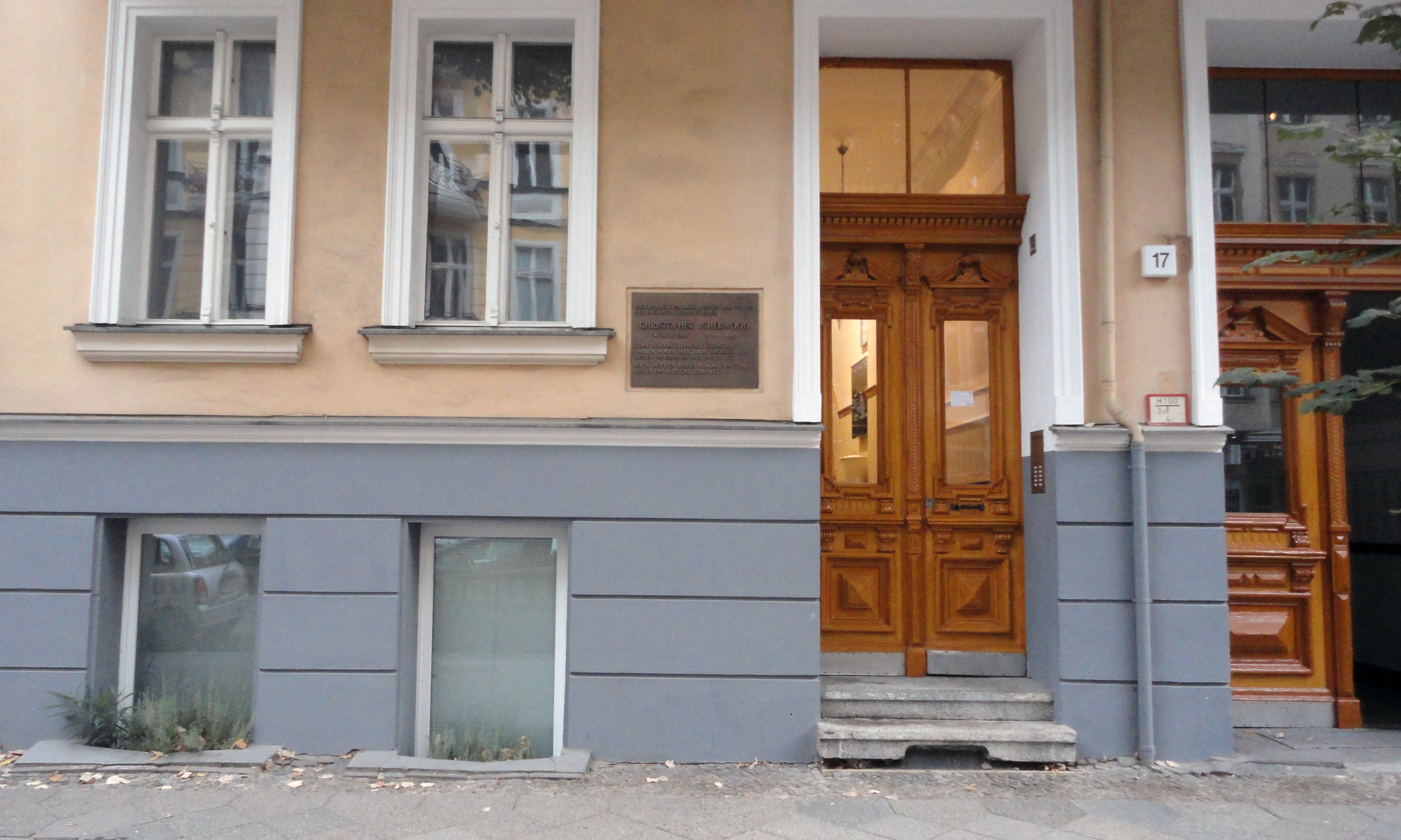
Nollendorfstraße 17, von 1930 bis 1933 Wohnadresse Christopher Isherwoods, Schauplatz seines autobiografischen Romans Goodbye to Berlin
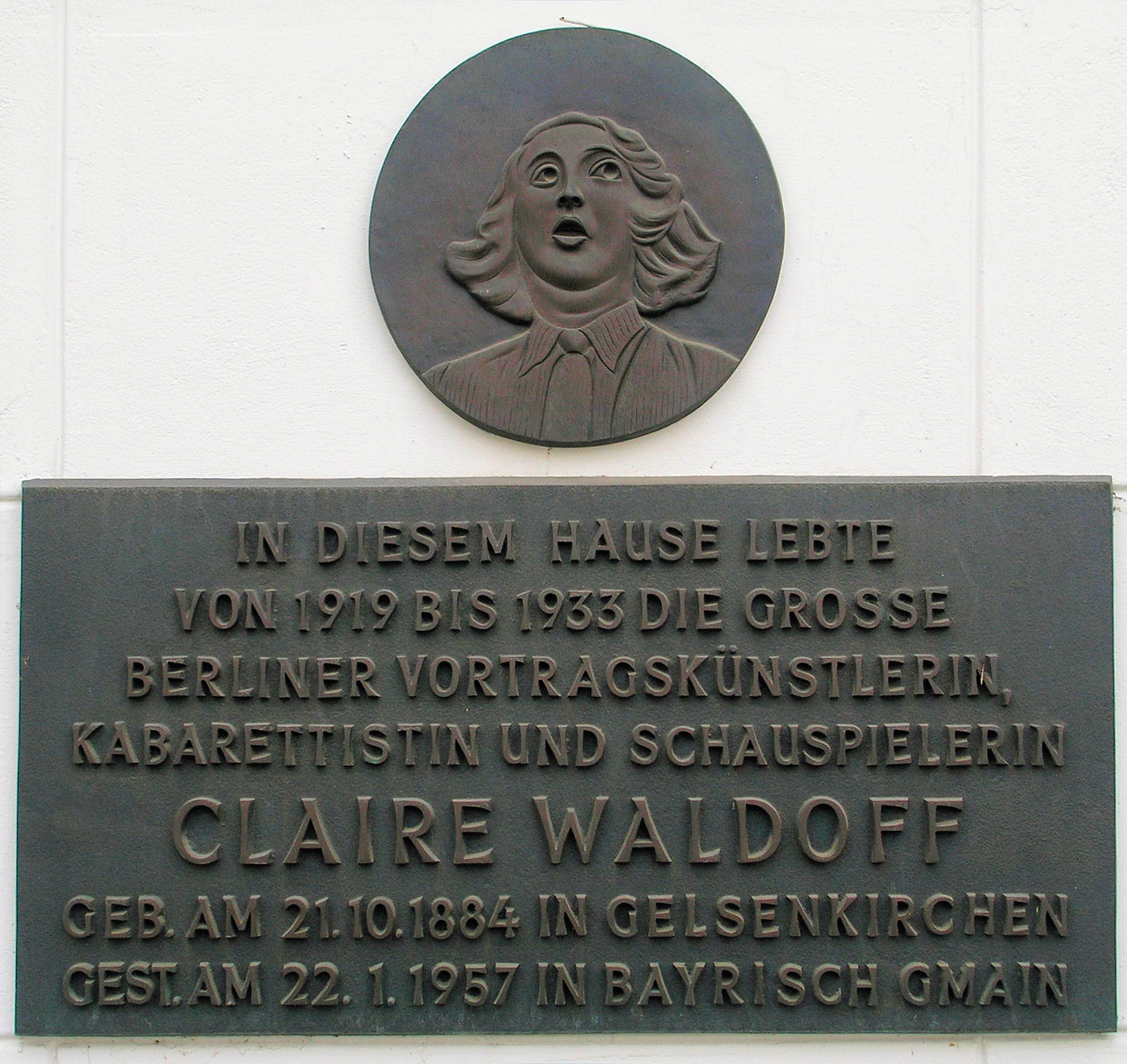
Gedenktafel für Claire Waldorff in der Regensburger Straße 33